# Liste der Gemeinden Westfalens A–E

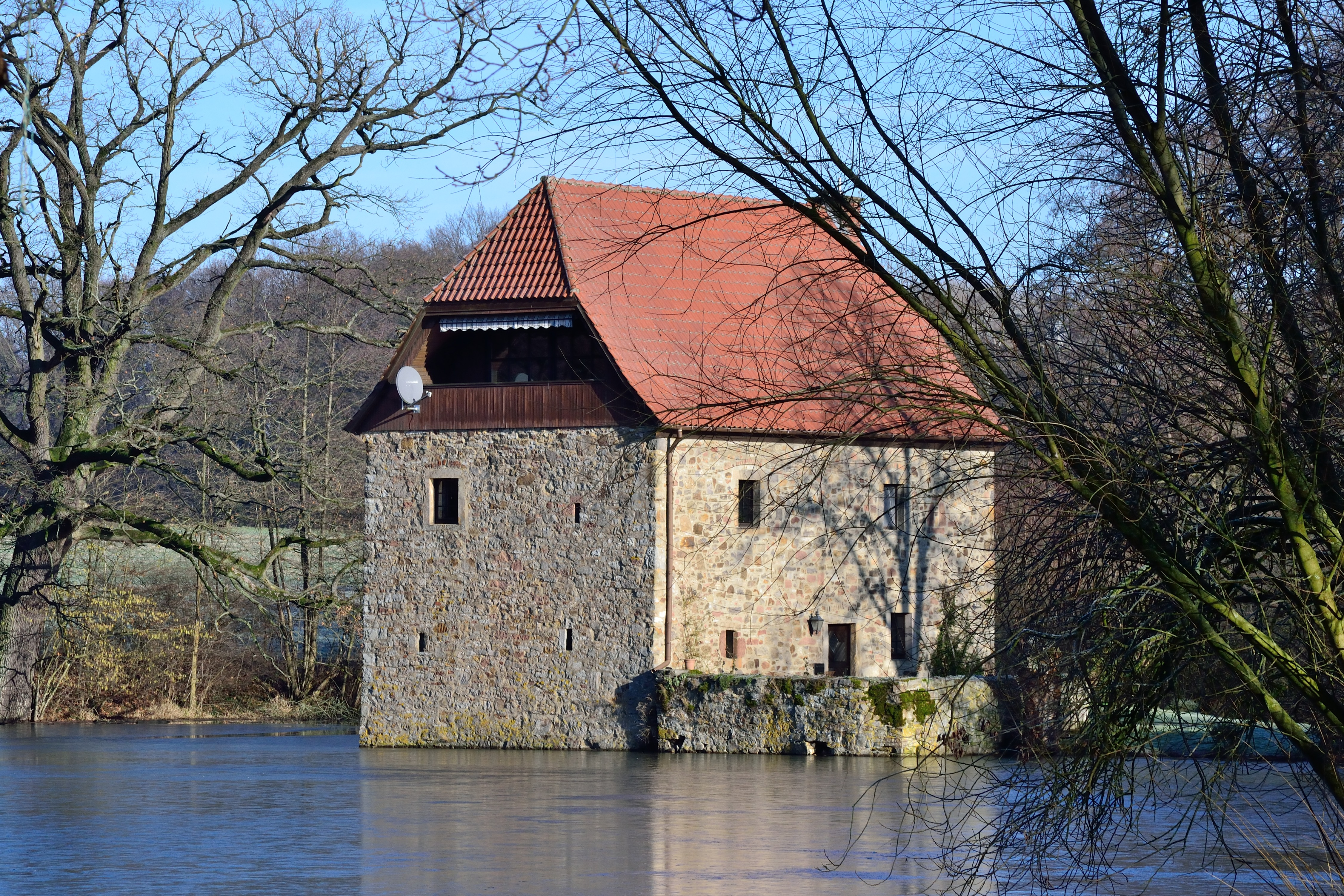
Bauernburg auf dem Gut Röhrentrup in Detmold, frühere Gemeinde Dehlentrup

Diese Liste enthält alle Gemeinden Westfalens mit ihren Gebietsveränderungen ab 1858. Die Gemeinden des lippischen Landesteils  werden erst ab ihrer Zugehörigkeit zum Land Nordrhein-Westfalen mit ihren Gebietsänderungen aufgeführt. Die derzeit existierenden selbstständigen Gemeinden werden farblich hervorgehoben. Die Gebiete, die nach Westfalen wechselten, sind grün, diejenigen, die es verließen, rot unterlegt.

## Abkürzungen und Erläuterungen
- A = Auflösung
- ÄK = Änderung der Kreiszugehörigkeit
- Anf. = Anfang
- B = Beitritt (zum Land Nordrhein-Westfalen)
- E = Eingliederung
- FB = Forstbezirk
- GA = Gebietsaustausch
- GB = Gutsbezirk
- GG = gemeindefreies Gebiet
- N = Neubildung
- NÄ = Namensänderung
- NÄK = Namensänderung des zugehörigen Kreises (Landkreises)
- TA = Ausgliederung eines Teils (Teilausgliederung)
- TE = Eingliederung eines Teils (Teileingliederung)
- grt = größtenteils
- t = teilweise

Hochgestellte römische Zahlen
Wenn es mehrere Gemeinden mit demselben Namen gibt, werden diese in der Liste mit Hilfe hochgestellter römischer Zahlen unterschieden.

## Bezeichnungen der Kreise und Landkreise
- Zunächst hieß die Verwaltungseinheit grundsätzlich Kreis. Nur denjenige Kreise, deren Kreisstadt kreisfrei war (einen eigenen Stadtkreis bildete) bzw. aus dem Kreisverband ausschied, trugen die Bezeichnung Landkreis.
- Vom 1. Oktober 1953 bis zum 30. September 1969 war die einheitliche Bezeichnung Landkreis.
- Seit dem 1. Oktober 1969 ist die einheitliche Bezeichnung Kreis.
- Für Kreise/Landkreise wie z. B. den Ennepe-Ruhr-Kreis blieb die Bezeichnung einheitlich Kreis.

## Bezeichnungen der kreisfreien Städte und Stadtkreise
- Die, beginnend mit Dortmund im Jahr 1875, ausgekreisten Städte wurden zu Stadtkreisen.
- Die Stadt Münster, die bereits seit 1816 kreisfrei war, wurde mit der Preußischen Kreisordnung vom 1. April 1887 ebenfalls zu einem Stadtkreis.
- Ab dem 1. Oktober 1953 ist die Bezeichnung kreisfreie Stadt.

## Änderung der Schreibweise der Gemeinden mit C bzw. K
Die Änderung der Schreibweise etlicher Gemeinden mit einem ursprünglichen C, das in ein K geändert wurde, wird in der Liste in der Regel nicht berücksichtigt. Gemeinden, die im 19. Jahrhundert häufig mit C geschrieben wurden, wurden mit Verweis auf die Schreibweise mit K in die Liste aufgenommen. Da die Gemeinde Courl ihre Schreibweise in Kurl (ohne o) änderte, steht sie in beiden Schreibweisen mit den dazugehörenden Angaben in der Liste.

## Liste

### A
| Gemeinde                          | Nr.   | Datum      | Maßnahme; Kreiszugehörigkeit |
| --------------------------------- | ----- | ---------- | --- |
| Abbenburg-Bökerhof, Gutsbezirk    |       |            | → Gutsbezirk Abbenburg-Bökerhof |
| Achenbach                         | 66001 | 19.03.1858 | Landkreis, bis 1923 Kreis Siegen |
| Achenbach                         | 66001 | 01.08.1934 | TA > Siegen |
| Achenbach                         | 66001 | 01.04.1937 | A > Siegen |
| Affeln, Freiheit                  |       |            | → Freiheit Affeln |
| Afferde                           | 47001 | 19.03.1858 | Landkreis, bis 1901 Kreis Hamm |
| Afferde                           | 76001 | 17.10.1930 | NÄK > Landkreis, bis 1953 Kreis Unna |
| Afferde                           | 76001 | 01.01.1968 | A > Unna |
| Afholderbach                      | 66002 | 19.03.1858 | Landkreis, bis 1923 Kreis Siegen |
| Afholderbach                      | 66002 | 01.01.1969 | A > Netphen |
| Ahaus                             | 31001 | 19.03.1858 | Kreis, von 1953 bis 1969 Landkreis Ahaus |
| Ahaus                             | 31001 | 1932       | TE < Ammeln |
| Ahaus                             | 31001 | 01.04.1966 | TE < Wüllen |
| Ahaus                             | 31001 | 01.07.1969 | E < Ammeln und Wüllen |
| Ahaus                             | 38044 | 01.01.1975 | E < Alstätte, Ottenstein und Wessum; TE < Heek; ÄK > Kreis Borken |
| Ahaus-Land                        |       |            | → Ammeln |
| Ahden                             | 42001 | 19.03.1858 | Kreis, von 1953 bis 1969 Landkreis Büren |
| Ahden                             | 42001 | 01.01.1975 | A > BürenI |
| Ahle                              | 48001 | 19.03.1858 | Landkreis, bis 1911 Kreis Herford |
| Ahle                              | 48001 | 27.01.1887 | TE < Ennigloh |
| Ahle                              | 48001 | 01.01.1969 | A > Bünde |
| Ahlen                             | 34001 | 19.03.1858 | Kreis, von 1953 bis 1969 Landkreis Beckum |
| Ahlen                             | 34001 | 01.07.1969 | E < Altahlen, Dolberg und Neuahlen |
| Ahlen                             | 63023 | 01.01.1975 | E < Vorhelm; TE < Heessen; TA > HammI (aus Altahlen); ÄK > Kreis Warendorf |
| Ahlsen-Reineberg                  | 69001 | 19.03.1858 | Kreis, von 1953 bis 1969 Landkreis Lübbecke |
| Ahlsen-Reineberg                  | 69001 | 1925       | TE < Büttendorf |
| Ahlsen-Reineberg                  | 69001 | 01.01.1973 | A > Hüllhorst (grt) und Lübbecke |
| Ahsen                             | 58001 | 19.03.1858 | Kreis, von 1901 bis 1969 Landkreis Recklinghausen |
| Ahsen                             | 58001 | 01.01.1975 | A > Datteln |
| Albachten                         | 55001 | 19.03.1858 | Kreis, bis 1969 Landkreis Münster |
| Albachten                         | 55001 | 01.01.1975 | A > Münster |
| Albaxen                           | 49001 | 19.03.1858 | Landkreis, bis 1953 und ab dem 01.10.1969 Kreis Höxter |
| Albaxen                           | 49001 | 01.01.1970 | A > Höxter |
| Albersloh                         | 55002 | 19.03.1858 | Kreis, bis 1969 Landkreis Münster |
| Albersloh                         | 55002 | 01.01.1975 | A > Münster und Sendenhorst (grt) |
| Alchen                            | 66003 | 19.03.1858 | Landkreis, bis 1923 Kreis Siegen |
| Alchen                            | 66003 | 01.10.1962 | GA < > Lindenberg |
| Alchen                            | 66003 | 01.01.1969 | A > Freudenberg |
| Alertshausen                      | 65001 | 19.03.1858 | Kreis, von 1953 bis 1969 Landkreis Wittgenstein |
| Alertshausen                      | 65001 | 01.01.1975 | A > Bad Berleburg |
| Alfen                             | 56001 | 19.03.1858 | Landkreis, bis 1953 Kreis Paderborn |
| Alfen                             | 56001 | 01.07.1969 | A > Borchen |
| Alhausen                          | 49002 | 19.03.1858 | Landkreis, bis 1953 und ab dem 01.10.1969 Kreis Höxter |
| Alhausen                          | 49002 | 01.01.1970 | A > Bad Driburg |
| Allagen                           | 33002 | 19.03.1858 | Kreis, von 1953 bis 1969 Landkreis Arnsberg |
| Allagen                           | 33002 | 01.01.1966 | TA > Sichtigvor |
| Allagen                           | 33002 | 01.01.1975 | A > Warstein |
| Allen                             | 47002 | 19.03.1858 | Landkreis, bis 1901 Kreis Hamm |
| Allen                             | 76002 | 17.10.1930 | ÄK > Landkreis, bis 1953 Kreis Unna |
| Allen                             | 76002 | 01.01.1968 | A > Rhynern |
| Allenbach                         | 66004 | 19.03.1858 | Landkreis, bis 1923 Kreis Siegen |
| Allenbach                         | 66004 | 01.08.1930 | E < Haarhausen |
| Allenbach                         | 66004 | 01.01.1969 | A > Hilchenbach |
| Allendorf                         | 33003 | 19.03.1858 | Landkreis, bis 1953 Kreis Arnsberg |
| Allendorf                         | 33003 | ?          | NÄ > Allendorf (Sauerland) |
| Allendorf (Sauerland)             | 33003 | ?          | NÄ < Allendorf; Kreis, bis 1969 Landkreis Arnsberg |
| Allendorf (Sauerland)             | 33003 | 01.01.1975 | A > SundernI (Sauerland) |
| Allerbeck                         |       |            | → Langenberg |
| Alme                              | 40065 | 30.09.1928 | N < Gutsbezirk Alme, Niederalme und Oberalme; Kreis, von 1953 bis 1969 Landkreis Brilon |
| Alme                              | 40065 | 01.01.1975 | A > Brilon |
| Alme, Gutsbezirk                  |       |            | → Gutsbezirk Alme |
| Almena                            | 78001 | 21.01.1947 | B; Landkreis Lemgo |
| Almena                            | 78001 | 01.01.1969 | A > Extertal |
| Almsick                           | 31002 | 19.03.1858 | Landkreis, bis 1953 Kreis Ahaus |
| Almsick                           | 31002 | 01.06.1930 | TA > Stadtlohn, Stadt |
| Almsick                           | 31002 | 01.08.1964 | A > Kirchspiel Stadtlohn |
| Alstätte                          | 31003 | 19.03.1858 | Kreis, von 1953 bis 1969 Landkreis Ahaus |
| Alstätte                          | 31003 | 01.01.1975 | A > Ahaus |
| Alswede                           | 69002 | 19.03.1858 | Kreis, von 1953 bis 1969 Landkreis Lübbecke |
| Alswede                           | 69002 | 01.10.1928 | TE < Gutsbezirk Benkhausen und Gutsbezirk Ellerburg |
| Alswede                           | 69002 | 01.01.1973 | A > Espelkamp (grt) und Lübbecke |
| Altahlen                          | 34002 | 19.03.1858 | Landkreis, bis 1953 Kreis Beckum |
| Altahlen                          | 34002 | 01.07.1969 | A > Ahlen |
| Altastenberg                      | 40001 | 19.03.1858 | Kreis, von 1953 bis 1969 Landkreis Brilon |
| Altastenberg                      | 40001 | 01.01.1975 | A > Winterberg |
| Altena                            | 32001 | 19.03.1858 | Landkreis, bis 1953 Kreis Altena |
| Altena                            | 32001 | 12.04.1888 | TE < Wiblingwerde |
| Altena                            | 32001 | 23.03.1908 | TE < Nachrodt-Wiblingwerde |
| Altena                            | 32001 | 01.04.1936 | TE < Nachrodt-Wiblingwerde |
| Altena                            | 32001 | 01.04.1937 | TE < Nachrodt-Wiblingwerde |
| Altena                            | 32001 | 01.07.1959 | TE < Kesbern |
| Altena                            | 32001 | 01.04.1960 | TE < Nachrodt-Wiblingwerde |
| Altena                            | 32001 | 01.01.1963 | TA > Evingsen |
| Altena                            | 79001 | 01.01.1969 | E < Dahle; TE < Evingsen, Lüdenscheid-Land und Nachrodt-Wiblingwerde; ÄK > Kreis, bis zum 30.09.1969 Landkreis Lüdenscheid |
| Altena                            | 84001 | 01.01.1975 | ÄK > Märkischer Kreis |
| Altenaffeln                       | 33004 | 19.03.1858 | Kreis, von 1953 bis 1969 Landkreis Arnsberg |
| Altenaffeln                       | 33004 | 01.01.1975 | A > Neuenrade |
| Altenbeken                        | 56002 | 19.03.1858 | Kreis, von 1953 bis 1969 Landkreis Paderborn |
| Altenbeken                        | 56002 | 01.01.1975 | E < Buke und Schwaney; TE < Neuenbeken |
| Altenberge                        | 60001 | 19.03.1858 | Kreis, von 1953 bis 1969 Landkreis Steinfurt |
| Altenbergen                       | 49003 | 19.03.1858 | Landkreis, bis 1953 und ab dem 01.10.1969 Kreis Höxter |
| Altenbergen                       | 49003 | 01.01.1970 | A > Marienmünster |
| Altenbochum                       | 37001 | 19.03.1858 | Landkreis, bis 1876 Kreis Bochum |
| Altenbochum                       | 37001 | 01.04.1926 | A > Bochum (grt), Gerthe und LaerI |
| Altenbögge                        | 47003 | 19.03.1858 | Landkreis, bis 1901 Kreis Hamm |
| Altenbögge                        | 76003 | 17.10.1930 | NÄK > Landkreis Unna |
| Altenbögge                        | 76003 | 01.04.1951 | A > Altenbögge-Bönen |
| Altenbögge-Bönen                  | 76078 | 01.04.1951 | N < Altenbögge und Bönen; Landkreis Unna |
| Altenbögge-Bönen                  | 76078 | 01.01.1968 | A > Bönen |
| Altenbüren                        | 40002 | 19.03.1858 | Kreis, von 1953 bis 1969 Landkreis Brilon |
| Altenbüren                        | 40002 | 01.01.1975 | A > Brilon (grt) und Olsberg |
| Altenderne-Niederbecker           | 44001 | 19.03.1858 | Landkreis, bis 1875 Kreis Dortmund |
| Altenderne-Niederbecker           | 44001 | 22.11.1922 | A > Altenderne-Oberbecker |
| Altenderne-Oberbecker             | 44002 | 19.03.1858 | Landkreis, bis 1875 Kreis Dortmund |
| Altenderne-Oberbecker             | 44002 | 22.11.1922 | E < Altenderne-Niederbecker und Hostedde |
| Altenderne-Oberbecker             | 44002 | 27.10.1923 | NÄ > DerneI |
| Altendonop                        | 77001 | 21.01.1947 | B; Landkreis, ab dem 01.10.1969 Kreis Detmold |
| Altendonop                        | 77001 | 01.01.1970 | A > Blomberg |
| AltendorfI                        | 37002 | 19.03.1858 | Landkreis, bis 1876 Kreis Bochum |
| AltendorfI                        | 72001 | 01.07.1885 | ÄK > Kreis Hattingen |
| AltendorfI                        | 75001 | 01.08.1929 | ÄK > Ennepe-Ruhrkreis |
| AltendorfI                        | 75001 | ca. 1946   | NÄK > Ennepe-Ruhr-Kreis |
| AltendorfI                        | 75001 | 01.01.1970 | A > Essen (Regierungsbezirk Düsseldorf, Landschaftsverband Rheinland) (dort als Stadtteil Burgaltendorf) |
| AltendorfII                       | 47004 | 19.03.1858 | Landkreis, bis 1901 Kreis Hamm |
| AltendorfII                       | 76004 | 17.10.1930 | NÄK > Kreis Unna |
| AltendorfII                       | 76004 | 01.01.1968 | A > Fröndenberg |
| Altendorf-Ulfkotte                | 58002 | 19.03.1858 | Kreis, von 1901 bis 1969 Landkreis Recklinghausen |
| Altendorf-Ulfkotte                | 58002 | 01.01.1975 | A > Dorsten (grt) und Gelsenkirchen |
| Altengeseke                       | 51001 | 19.03.1858 | Kreis, von 1953 bis 1969 Landkreis Lippstadt |
| Altengeseke                       | 51001 | 01.01.1975 | A > Anröchte |
| Altenhagen                        | 35001 | 19.03.1858 | Kreis, von 1878 bis 1969 Landkreis Bielefeld |
| Altenhagen                        | 35001 | 01.01.1973 | A > Bielefeld |
| Altenheerse                       | 62001 | 19.03.1858 | Kreis, von 1953 bis 1969 Landkreis Warburg |
| Altenheerse                       | 62001 | 01.01.1975 | A > Willebadessen |
| Altenhellefeld                    | 33005 | 19.03.1858 | Kreis, von 1953 bis 1969 Landkreis Arnsberg |
| Altenhellefeld                    | 33005 | 01.01.1975 | A > Meschede und SundernI (Sauerland) (grt) |
| Altenmellrich                     | 51002 | 19.03.1858 | Kreis, von 1953 bis 1969 Landkreis Lippstadt |
| Altenmellrich                     | 51002 | 01.01.1975 | A > Anröchte |
| Altenrüthen                       | 51003 | 19.03.1858 | Kreis, von 1953 bis 1969 Landkreis Lippstadt |
| Altenrüthen                       | 51003 | 01.01.1975 | A > Rüthen |
| Altenseelbach                     | 66005 | 19.03.1858 | Landkreis, bis 1923 Kreis Siegen |
| Altenseelbach                     | 66005 | 01.01.1969 | A > Neunkirchen |
| Altlünen                          | 52001 | 19.03.1858 | Kreis, von 1953 bis 1969 Landkreis Lüdinghausen |
| Altlünen                          | 52001 | 01.01.1975 | A > Lünen |
| Altrhede                          | 38001 | 19.03.1858 | Landkreis, bis 1953 Kreis Borken |
| Altrhede                          | 38001 | 01.10.1955 | A > Rhede |
| Altschermbeck                     | 58003 | 19.03.1858 | Kreis, von 1901 bis 1969 Landkreis Recklinghausen |
| Altschermbeck                     | 58003 | 01.01.1975 | TA > Dorsten |
| Altschermbeck                     | 58003 | 01.01.1975 | A > Schermbeck (Kreis Wesel, Regierungsbezirk Düsseldorf, Landschaftsverband Rheinland) |
| Altenschildesche                  |       |            | → Schildesche Bauerschaft |
| Alverdissen                       | 78002 | 21.01.1947 | B; Landkreis Lemgo |
| Alverdissen                       | 78002 | 01.01.1969 | A > Barntrup |
| Alverskirchen                     | 55003 | 19.03.1858 | Kreis, bis 1969 Landkreis Münster |
| Alverskirchen                     | 55003 | 01.01.1975 | A > Everswinkel (grt) und Sendenhorst |
| Amecke                            | 33006 | 19.03.1858 | Landkreis, bis 1953 Kreis Arnsberg |
| Amecke                            | 33006 | ?          | NÄ > Amecke (Sorpesee) |
| Amecke (Sorpesee)                 | 33006 | ?          | NÄ < Amecke; Kreis, bis 1969 Landkreis Arnsberg |
| Amecke (Sorpesee)                 | 33006 | 01.01.1975 | A > SundernI (Sauerland) |
| Amelsbüren                        | 55004 | 19.03.1858 | Kreis, bis 1969 Landkreis Münster |
| Amelsbüren                        | 55004 | 01.01.1975 | A > Münster |
| Amelunxen                         | 49004 | 19.03.1858 | Landkreis, bis 1953 und ab dem 01.10.1969 Kreis Höxter |
| Amelunxen                         | 49004 | 01.01.1970 | A > Beverungen |
| Aminghausen                       | 54001 | 19.03.1858 | Kreis, von 1953 bis 1969 Landkreis Minden |
| Aminghausen                       | 54001 | 01.01.1973 | A > Minden |
| Ammeln                            | 31004 | 19.03.1858 | Landkreis, bis 1953 Kreis Ahaus |
| Ammeln                            | 31004 | 1932       | TA > Ahaus |
| Ammeln                            | 31004 | 01.07.1969 | A > Ahaus |
| Ammeloe                           | 31005 | 19.03.1858 | Landkreis, bis 1953 Kreis Ahaus |
| Ammeloe                           | 31005 | 01.04.1931 | TA > Ottenstein |
| Ammeloe                           | 31005 | 01.04.1958 | GA < > Vreden |
| Ammeloe                           | 31005 | 01.07.1969 | A > Vreden |
| Ampen                             | 59001 | 19.03.1858 | Landkreis, bis 1953 Kreis Soest |
| Ampen                             | 59001 | 01.07.1969 | A > Soest |
| Amshausen                         | 46001 | 19.03.1858 | Kreis, von 1953 bis 1969 Landkreis Halle (Westfalen) |
| Amshausen                         | 46001 | 01.01.1973 | A > Halle (Westfalen) und Steinhagen (grt) |
| Amtshausen                        | 65002 | 19.03.1858 | Kreis, von 1953 bis 1969 Landkreis Wittgenstein |
| Amtshausen                        | 65002 | ca. 1929   | TE < Gutsbezirk Sayn-Wittgenstein-Hohenstein |
| Amtshausen                        | 65002 | 01.01.1975 | A > Erndtebrück und Laasphe (grt) |
| Angelmodde                        | 55005 | 19.03.1858 | Kreis, bis 1969 Landkreis Münster |
| Angelmodde                        | 55005 | 01.01.1975 | A > Münster |
| Anholt                            | 38002 | 19.03.1858 | Kreis, von 1953 bis 1969 Landkreis Borken |
| Anholt                            | 38002 | 01.01.1975 | A > Isselburg |
| Annen                             | 73032 | 26.08.1907 | NÄ < Annen-Wullen; Landkreis, bis 1911 Kreis Hörde |
| Annen                             | 73032 | 01.04.1922 | E < Rüdinghausen |
| Annen                             | 73032 | 01.08.1929 | A > Dortmund und Witten (grt) |
| Annen-Wullen                      | 44003 | 19.03.1858 | Landkreis, bis 1875 Kreis Dortmund |
| Annen-Wullen                      | 73001 | 01.04.1887 | ÄK > Kreis Hörde |
| Annen-Wullen                      | 73001 | 26.08.1907 | NÄ > Annen |
| Anreppen                          | 42002 | 19.03.1858 | Kreis, von 1953 bis 1969 Landkreis Büren |
| Anreppen                          | 42002 | 01.01.1975 | A > Delbrück |
| Anröchte                          | 51004 | 19.03.1858 | Kreis, von 1953 bis 1969 Landkreis Lippstadt |
| Anröchte                          | 59115 | 01.01.1975 | E < Altengeseke, Altenmellrich, BergeIV, Klieve, Mellrich, Robringhausen, Uelde und Waltringhausen; TE < Effeln; ÄK > Kreis Soest |
| Antfeld                           | 40003 | 19.03.1858 | Kreis, von 1953 bis 1969 Landkreis Brilon |
| Antfeld                           | 40003 | 01.01.1975 | A > Bestwig, Brilon und Olsberg (grt) |
| Anzhausen                         | 66006 | 19.03.1858 | Landkreis, bis 1923 Kreis Siegen |
| Anzhausen                         | 66006 | 01.01.1969 | A > Wilnsdorf |
| Aplerbeck                         | 44004 | 19.03.1858 | Landkreis, bis 1875 Kreis Dortmund |
| Aplerbeck                         | 73002 | 01.04.1887 | ÄK > Landkreis Hörde |
| Aplerbeck                         | 73002 | 01.08.1929 | A > Dortmund |
| Appelhülsen                       | 55006 | 19.03.1858 | Kreis, bis 1969 Landkreis Münster |
| Appelhülsen                       | 55006 | 01.10.1956 | TE < Nottuln |
| Appelhülsen                       | 55006 | 01.01.1975 | A > Nottuln |
| Apricke                           |       |            | → Brockhausen, Kreis Iserlohn |
| Ardey                             | 47005 | 19.03.1858 | Landkreis, bis 1901 Kreis Hamm |
| Ardey                             | 76005 | 17.10.1930 | NÄK > Landkreis, bis 1953 Kreis Unna |
| Ardey                             | 76005 | 01.08.1964 | A > Langschede |
| Arfeld                            | 65003 | 19.03.1858 | Kreis, von 1953 bis 1969 Landkreis Wittgenstein |
| Arfeld                            | 65003 | 01.01.1975 | A > Bad Berleburg |
| Arnsberg                          | 33007 | 19.03.1858 | Kreis, von 1953 bis 1969 Landkreis Arnsberg |
| Arnsberg                          | 33007 | 26.07.1860 | TE < Müschede |
| Arnsberg                          | 83001 | 01.01.1975 | E < Bachum, Breitenbruch, BruchhausenI (Ruhr), Herdringen, Müschede, Neheim-Hüsten, Niedereimer, UentropI und Voßwinkel; TE < Freienohl (Sauerland), HolzenI, Oeventrop, Rumbeck, Wennigloh und WickedeII (Ruhr) (aus Echthausen); ÄK > Hochsauerlandkreis |
| Arrenkamp                         | 69003 | 19.03.1858 | Kreis, von 1953 bis 1969 Landkreis Lübbecke |
| Arrenkamp                         | 69003 | 01.01.1973 | A > Stemwede |
| AsbeckI                           | 31006 | 19.03.1858 | Landkreis, bis 1953 Kreis Ahaus |
| AsbeckI                           | 31006 | 01.07.1969 | A > Legden |
| AsbeckII                          | 33008 | 19.03.1858 | Kreis, von 1953 bis 1969 Landkreis Arnsberg |
| AsbeckII                          | 33008 | 01.04.1954 | TE < LendringsenI |
| AsbeckII                          | 33008 | 01.01.1975 | A > Balve und Menden (Sauerland) (grt) |
| AsbeckIII                         | 45001 | 19.03.1858 | Landkreis, bis 1887 Kreis Hagen |
| AsbeckIII                         | 75002 | 01.08.1929 | ÄK > Ennepe-Ruhrkreis |
| AsbeckIII                         | 75002 | ca. 1946   | NÄK > Ennepe-Ruhr-Kreis |
| AsbeckIII                         | 75002 | 01.01.1970 | A > Gevelsberg (grt) und Sprockhövel |
| Ascheberg                         | 52002 | 19.03.1858 | Kreis, von 1953 bis 1969 Landkreis Lüdinghausen |
| Ascheberg                         | 43030 | 01.01.1975 | E < Herbern; ÄK > Kreis Coesfeld |
| Ascheloh                          | 46002 | 19.03.1858 | Landkreis, bis 1953 Kreis Halle (Westfalen) |
| Ascheloh                          | 46002 | 01.07.1969 | A > Halle (Westfalen) |
| Aschen                            |       |            | → Hücker-Aschen |
| Aschenbruch                       |       |            | → Günnigfeld |
| Asemissen                         | 78003 | 21.01.1947 | B; Landkreis Lemgo |
| Asemissen                         | 78003 | 01.01.1969 | A > Leopoldshöhe |
| Asendorf                          | 78004 | 21.01.1947 | B; Landkreis Lemgo |
| Asendorf                          | 78004 | 01.07.1966 | TE < Forstbezirk Langenholzhausen |
| Asendorf                          | 78004 | 01.01.1969 | A > Kalletal |
| Asmissen                          | 78005 | 21.01.1947 | B; Landkreis Lemgo |
| Asmissen                          | 78005 | 01.01.1969 | A > Extertal |
| AsselnI                           | 42003 | 19.03.1858 | Kreis, von 1953 bis 1969 Landkreis Büren |
| AsselnI                           | 42003 | 01.10.1959 | TA > Herbram |
| AsselnI                           | 42003 | 01.01.1975 | A > Lichtenau |
| AsselnII                          | 44005 | 19.03.1858 | Landkreis, bis 1875 Kreis Dortmund |
| AsselnII                          | 44005 | 01.04.1928 | A > Dortmund |
| Assinghausen                      | 40004 | 19.03.1858 | Kreis, von 1953 bis 1969 Landkreis Brilon |
| Assinghausen                      | 40004 | 01.01.1975 | A > Olsberg |
| Astenberg (im Kreis Brilon)       |       |            | → Altastenberg |
| Astenberg (im Kreis Wittgenstein) |       |            | → Neuastenberg |
| Atteln                            | 42004 | 19.03.1858 | Kreis, von 1953 bis 1969 Landkreis Büren |
| Atteln                            | 42004 | 01.01.1975 | A > Lichtenau |
| Attendorn                         | 68002 | 19.03.1858 | Kreis, bis zum 30.09.1969 Landkreis Olpe |
| Attendorn                         | 68002 | 01.07.1969 | TE < Attendorn-Land, Grevenbrück und Helden |
| Attendorn-Land                    | 68001 | 19.03.1858 | Landkreis, bis 1953 Kreis Olpe |
| Attendorn-Land                    | 68001 | 01.07.1969 | A > Attendorn (grt) und Finnentrop |
| Aue                               | 65004 | 19.03.1858 | Kreis, von 1953 bis 1969 Landkreis Wittgenstein |
| Aue                               | 65004 | ca. 1929   | TE < Gutsbezirk Sayn-Wittgenstein-Berleburg |
| Aue                               | 65004 | 01.01.1965 | TE < Gutsbezirk Sayn-Wittgenstein-Berleburg |
| Aue                               | 65004 | 01.01.1975 | A > Bad Berleburg |
| Auenhausen                        | 62002 | 19.03.1858 | Kreis, von 1953 bis 1969 Landkreis Warburg |
| Auenhausen                        | 62002 | 01.01.1975 | A > Brakel |
| Augustdorf                        | 77002 | 21.01.1947 | B; Kreis, bis 1969 Landkreis Detmold |
| Augustdorf                        | 77002 | 01.04.1958 | TE < HörsteIII |
| Augustdorf                        | 77002 | 01.01.1970 | TE < HörsteIII und PivitsheideII Vogtei Lage |
| Augustdorf                        | 81001 | 01.01.1973 | ÄK > Kreis Lippe |
| Avenwedde                         | 64001 | 19.03.1858 | Kreis, von 1953 bis 1969 Landkreis Wiedenbrück |
| Avenwedde                         | 64001 | 10.12.1888 | TA > Kattenstroth-Spexard und Lintel |
| Avenwedde                         | 64001 | 01.06.1951 | TA > Friedrichsdorf |
| Avenwedde                         | 64001 | 01.01.1970 | A > Gütersloh |

### B

#### Ba
| Gemeinde                  | Nr.   | Datum      | Maßnahme; Kreiszugehörigkeit |
| ------------------------- | ----- | ---------- | --- |
| Baak                      | 37003 | 19.03.1858 | Landkreis, bis 1876 Kreis Bochum |
| Baak                      | 72002 | 01.07.1885 | ÄK > Kreis Hattingen |
| Baak                      | 72002 | 01.04.1926 | A > Winz |
| Babenhausen               | 35002 | 19.03.1858 | Kreis, bis 1969 Landkreis Bielefeld |
| Babenhausen               | 35002 | 01.10.1930 | TE < Gellershagen |
| Babenhausen               | 35002 | 31.12.1961 | TA > Bielefeld |
| Babenhausen               | 35002 | 01.01.1973 | A > Bielefeld |
| Bachum                    | 33009 | 19.03.1858 | Kreis, von 1953 bis 1969 Landkreis Arnsberg |
| Bachum                    | 33009 | 01.01.1975 | A > Arnsberg |
| Bad Berleburg             | 65055 | 01.07.1971 | NÄ < Berleburg; Kreis Wittgenstein |
| Bad Berleburg             | 66126 | 01.07.1975 | E < Alertshausen, Arfeld, Aue, Beddelhausen, BerghausenII, Diedenshausen, Dotzlar, Elsoff, Hemschlar, Raumland, Richstein, Rinthe, Sassenhausen, Schüllar, Schwarzenau, Weidenhausen, Wemlighausen, Wingeshausen und Wunderthausen; TE < Girkhausen, Langewiese und Stünzel; ÄK > Kreis Siegen |
| Bad Berleburg             | 85001 | 01.01.1984 | NÄK > Kreis Siegen-Wittgenstein |
| Bad Driburg               | 49077 | 1919       | NÄ < Driburg (Westfalen); Kreis, von 1953 bis 1969 Landkreis Höxter |
| Bad Driburg               | 49077 | 01.01.1970 | E < Alhausen, Erpentrup, Herste, Langeland, Pömbsen und Reelsen |
| Bad Driburg               | 49077 | 01.01.1975 | E < Dringenberg, Kühlsen und Neuenheerse |
| Bad Laasphe               | 85002 | 01.01.1984 | NÄ < Laasphe; Kreis Siegen-Wittgenstein |
| Bad Lippspringe           | 56025 | 1913       | NÄ < Lippspringe; Kreis, von 1953 bis 1969 Landkreis Paderborn |
| Bad Lippspringe           | 56025 | 01.01.1975 | GA < > Schlangen |
| Bad Meinberg              | 77003 | 21.01.1947 | B; Landkreis, ab dem 01.10.1969 Kreis Detmold |
| Bad Meinberg              | 77003 | 01.01.1970 | A > Bad Meinberg-Horn |
| Bad Meinberg-Horn         | 77098 | 01.01.1970 | N < Bad Meinberg, Belle (t), Bellenberg, BillerbeckII, Fromhausen, Heesten, Holzhausen-Externsteine, HornII, Kempenfeldrom, Leopoldstal, Oberschönhagen (t), Schmedissen, Schönemark (t), VahlhausenII bei Horn, Veldrom und Wehren; Kreis Detmold                                             |
| Bad Meinberg-Horn         | 77098 | 10.10.1970 | NÄ > Horn-Bad Meinberg |
| Bad Oeynhausen            | 54073 | 01.01.1860 | N < Rehme (t); Kreis, von 1953 bis 1969 Landkreis Minden |
| Bad Oeynhausen            | 54073 | 1860       | TE < Gohfeld |
| Bad Oeynhausen            | 54073 | 01.04.1926 | TE < Niederbecksen |
| Bad Oeynhausen            | 82001 | 01.01.1973 | E < Dehme, Eidinghausen, LoheI, Rehme, Volmerdingsen, Werste und Wulferdingsen; TE < Löhne (aus Gohfeld) und Rothenuffeln; ÄK > Kreis Minden-Lübbecke |
| Bad Oeynhausen            | 82001 | 01.01.1976 | TE < Vlotho |
| Bad Oeynhausen            | 82001 | 01.01.1978 | TA > Löhne |
| Bad Oeynhausen            | 82001 | 01.01.1979 | TE < Hille |
| Bad Salzuflen             | 78006 | 21.01.1947 | B; Kreis, bis 1969 Landkreis Lemgo |
| Bad Salzuflen             | 78006 | 01.01.1969 | E < Biemsen-Ahmsen, Ehrsen-Breden, Grastrup-Hölsen, HolzhausenVII, Papenhausen, Schötmar und Werl-Aspe; TE < Krentrup, Lockhausen, NienhagenII, Retzen, Welstorf, Wülfer-Bexten und Wüsten |
| Bad Salzuflen             | 81002 | 01.01.1973 | ÄK > Kreis Lippe |
| Bad Sassendorf            | 59108 | 1906       | NÄ < Sassendorf; Kreis, von 1953 bis 1969 Landkreis Soest |
| Bad Sassendorf            | 59108 | 01.07.1969 | E < Bettinghausen, Beusingsen, Enkesen im Klei, Heppen, Herringsen, Lohne, Neuengeseke, Opmünden, Ostinghausen und Weslarn; TE < Elfsen |
| Bad Sassendorf            | 59108 | 01.01.1975 | TE < Eickelborn; TA > Lippstadt (aus Ostinghausen) |
| Bad Sassendorf            | 59108 | 01.06.1980 | TA > Soest |
| Bad Westernkotten         | 51068 | 1958       | NÄ < Westernkotten; Kreis, bis 1969 Landkreis Lippstadt |
| Bad Westernkotten         | 51068 | 01.01.1975 | A > Erwitte (grt) und Lippstadt |
| Bad Wünnenberg            | 56032 | 01.01.2000 | NÄ < Wünnenberg; Kreis Paderborn |
| Balde                     | 65005 | 19.03.1858 | Kreis, von 1953 bis 1969 Landkreis Wittgenstein |
| Balde                     | 65005 | 01.01.1975 | A > Erndtebrück |
| Balksen                   | 59002 | 19.03.1858 | Landkreis, bis 1953 Kreis Soest |
| Balksen                   | 59002 | 01.07.1969 | A > Soest und Welver (grt) |
| Balve                     | 33010 | 19.03.1858 | Kreis, von 1953 bis 1969 Landkreis Arnsberg |
| Balve                     | 84002 | 01.01.1975 | E < BeckumI, Eisborn und Volkringhausen; TE < AsbeckII, Blintrop, Garbeck, HolzenI, HövelI, Langenholthausen und Mellen; ÄK > Märkischer Kreis |
| Banfe                     | 65006 | 19.03.1858 | Kreis, von 1953 bis 1969 Landkreis Wittgenstein |
| Banfe                     | 65006 | ca. 1929   | TE < Gutsbezirk Sayn-Wittgenstein-Hohenstein |
| Banfe                     | 65006 | 01.01.1975 | A > Laasphe |
| Bardüttingdorf            | 48002 | 19.03.1858 | Landkreis, bis 1911 Kreis Herford |
| Bardüttingdorf            | 48002 | 01.01.1969 | A > Spenge |
| BarkhausenI               | 42005 | 19.03.1858 | Kreis, von 1953 bis 1969 Landkreis Büren |
| BarkhausenI               | 42005 | 01.01.1975 | A > BürenI |
| BarkhausenII              | 54002 | 19.03.1858 | Landkreis, bis 1953 Kreis Minden |
| BarkhausenII              | 54002 | ?          | NÄ > BarkhausenII an der Porta |
| BarkhausenII an der Porta | 54002 | ?          | NÄ < BarkhausenII; Kreis, bis 1969 Landkreis Minden |
| BarkhausenII an der Porta | 54002 | 01.01.1973 | A > Minden und Porta Westfalica (grt) |
| BarkhausenIII             | 77004 | 21.01.1947 | B; Kreis, bis zum 30.09.1969 Landkreis Detmold |
| BarkhausenIII             | 77004 | 01.01.1970 | A > Detmold |
| Barlo                     | 38003 | 19.03.1858 | Kreis, von 1953 bis 1969 Landkreis Borken |
| Barlo                     | 38003 | 01.01.1975 | A > Bocholt |
| Barnhausen                | 46003 | 19.03.1858 | Landkreis, bis 1953 Kreis Halle (Westfalen) |
| Barnhausen                | 46003 | 1859       | TA > Gutsbezirk Brincke |
| Barnhausen                | 46003 | 01.10.1928 | A > Brincke |
| Barnhausen                | 46039 | 1929       | NÄ < Brincke |
| Barnhausen                | 46039 | 01.10.1964 | GA < > Borgholzhausen |
| Barnhausen                | 46039 | 01.07.1969 | A > Borgholzhausen |
| Barntrup                  | 78007 | 21.01.1947 | B; Kreis, von 1953 bis 1969 Landkreis Lemgo |
| Barntrup                  | 78007 | 01.01.1969 | E < Alverdissen, Selbeck, SommersellII und Sonneborn; TE < Bega, Humfeld und Schönhagen |
| Barntrup                  | 81003 | 01.01.1973 | ÄK > Kreis Lippe |
| Barntrup                  | 81003 | 01.01.1977 | TE < Blomberg |
| Barop                     | 44006 | 19.03.1858 | Landkreis, bis 1875 Kreis Dortmund |
| Barop                     | 73003 | 01.04.1887 | ÄK > Landkreis Hörde |
| Barop                     | 73003 | 1921       | E < Eichlinghofen, Menglinghausen, Persebeck und Salingen |
| Barop                     | 73003 | 01.08.1929 | A > Dortmund |
| Batenhorst                | 64002 | 19.03.1858 | Landkreis, bis 1953 und ab dem 01.10.1969 Kreis Wiedenbrück |
| Batenhorst                | 64002 | 1867       | N < Langenberg (t) |
| Batenhorst                | 64002 | 01.07.1936 | TA > Sankt Vit |
| Batenhorst                | 64002 | 01.01.1970 | A > Langenberg und Rheda-Wiedenbrück (grt) |
| Bathey                    |       |            | → Boele |
| Bauerschaft Schildesche   |       |            | → Schildesche Bauerschaft |
| Baukau                    | 37004 | 19.03.1858 | Landkreis, bis 1876 Kreis Bochum |
| Baukau                    | 37004 | 01.04.1908 | A > Herne |
| Bausenhagen               | 47006 | 19.03.1858 | Landkreis, bis 1901 Kreis Hamm |
| Bausenhagen               | 76006 | 17.10.1930 | NÄK > Landkreis, bis 1953 Kreis Unna |
| Bausenhagen               | 76006 | 01.01.1968 | A > Fröndenberg |
| Bavenhausen               | 78008 | 21.01.1947 | B; Landkreis Lemgo |
| Bavenhausen               | 78008 | 01.01.1969 | A > Kalletal (grt) und Lemgo |

#### Be
| Gemeinde                  | Nr.   | Datum         | Maßnahme; Kreiszugehörigkeit |
| ------------------------- | ----- | ------------- | --- |
| Bechterdissen             | 78009 | 21.01.1947    | B; Landkreis Lemgo |
| Bechterdissen             | 78009 | 01.01.1969    | A > Leopoldshöhe |
| Beck, Gutsbezirk          |       |               | → Gutsbezirk Beck |
| Beck-Ulenburg, Gutsbezirk |       |               | → Gutsbezirk Beck-Ulenburg |
| Becke                     | 50001 | 19.03.1858    | Kreis, von 1907 bis 1969 Landkreis Iserlohn |
| Becke                     | 50001 | 01.01.1975    | A > Hemer |
| Beckinghausen             | 44007 | 19.03.1858    | Landkreis, bis 1875 Kreis Dortmund |
| Beckinghausen             | 44007 | 01.10.1923    | A > Lünen |
| BeckumI                   | 33011 | 19.03.1858    | Kreis, von 1953 bis 1969 Landkreis Arnsberg |
| BeckumI                   | 33011 | 01.01.1975    | A > Balve |
| BeckumII                  | 34004 | 19.03.1858    | Kreis, von 1953 bis 1969 Landkreis Beckum |
| BeckumII                  | 34004 | 01.07.1969    | E < Vellern; TE < Kirchspiel Beckum |
| BeckumII                  | 63024 | 01.01.1975    | TE < Neubeckum; ÄK > Kreis Warendorf |
| Beckum, Kirchspiel        |       |               | → Kirchspiel Beckum |
| Beddelhausen              | 65007 | 19.03.1858    | Kreis, von 1953 bis 1969 Landkreis Wittgenstein |
| Beddelhausen              | 65007 | 01.01.1975    | A > Bad Berleburg |
| Beelen                    | 63001 | 19.03.1858    | Kreis, von 1953 bis 1969 Landkreis Warendorf |
| Beerlage                  | 43001 | 19.03.1858    | Landkreis, bis 1953 Kreis Coesfeld |
| Beerlage                  | 43001 | 01.07.1969    | A > BillerbeckI |
| Bega                      | 78010 | 21.01.1947    | B; Landkreis Lemgo |
| Bega                      | 78010 | 31.12.1962    | TE < Wendlinghausen |
| Bega                      | 78010 | 01.01.1969    | A > Barntrup und Dörentrup (grt) |
| Behne, Gutsbezirk         |       |               | → Gutsbezirk Oberbehme |
| Behringhausen             | 44008 | 19.03.1858    | Landkreis, bis 1875 Kreis Dortmund |
| Behringhausen             | 44008 | 01.04.1902    | A > Castrop |
| Beienbach                 | 66007 | 19.03.1858    | Landkreis, bis 1923 Kreis Siegen |
| Beienbach                 | 66007 | 01.01.1969    | A > Netphen |
| Belecke                   | 33012 | 19.03.1858    | Kreis, von 1953 bis 1969 Landkreis Arnsberg |
| Belecke                   | 33012 | 01.01.1975    | A > Warstein |
| Belke-Steinbeck           | 48003 | 19.03.1858    | Landkreis, bis 1911 Kreis Herford |
| Belke-Steinbeck           | 48003 | 01.01.1969    | A > Enger |
| Belle                     | 77005 | 21.01.1947    | B; Landkreis, ab dem 01.10.1969 Kreis Detmold |
| Belle                     | 77005 | 01.01.1970    | A > Bad Meinberg-Horn (grt) und Blomberg |
| Bellenberg                | 77006 | 21.01.1947    | B; Landkreis, ab dem 01.10.1969 Kreis Detmold |
| Bellenberg                | 77006 | 01.01.1970    | A > Bad Meinberg-Horn |
| Beller                    | 49005 | 19.03.1858    | Landkreis, bis 1953 und ab dem 01.10.1969 Kreis Höxter |
| Beller                    | 49005 | 01.01.1970    | A > Brakel |
| Bellersen                 | 49006 | 19.03.1858    | Landkreis, bis 1953 und ab dem 01.10.1969 Kreis Höxter |
| Bellersen                 | 49006 | 01.01.1970    | A > Brakel |
| Benfe                     | 65008 | 19.03.1858    | Kreis, von 1953 bis 1969 Landkreis Wittgenstein |
| Benfe                     | 65008 | ca. 1929      | TE < Gutsbezirk Sayn-Wittgenstein-Hohenstein |
| Benfe                     | 65008 | 10.08.1952    | TE < Gutsbezirk Sayn-Wittgenstein-Hohenstein |
| Benfe                     | 65008 | 01.01.1975    | A > Erndtebrück |
| Benhausen                 | 56003 | 19.03.1858    | Kreis, von 1953 bis 1969 Landkreis Paderborn |
| Benhausen                 | 56003 | 1879          | TA > Paderborn |
| Benhausen                 | 56003 | 01.01.1975    | A > Paderborn |
| Benkhausen, Gutsbezirk    |       |               | → Gutsbezirk Benkhausen |
| Benninghausen             | 51005 | 19.03.1858    | Kreis, von 1953 bis 1969 Landkreis Lippstadt |
| Benninghausen             | 51005 | 01.01.1975    | A > Lippstadt |
| Benninghofen              |       |               | → Hacheney |
| Bensen                    |       |               | → Benhausen |
| Benteler                  | 34005 | 01.04.1898    | N < Wadersloh (t); Landkreis, bis 1953 und ab dem 01.10.1969 Kreis Beckum                                                                                  |
| Benteler                  | 34005 | 01.01.1970    | A > Langenberg |
| Bentfeld                  | 42006 | 19.03.1858    | Kreis, von 1953 bis 1969 Landkreis Büren |
| Bentfeld                  | 42006 | 01.01.1975    | A > Delbrück |
| Bentorf                   | 78011 | 21.01.1947    | B; Landkreis Lemgo |
| Bentorf                   | 78011 | 01.07.1966    | TE < Forstbezirk Langenholzhausen |
| Bentorf                   | 78011 | 01.01.1969    | A > Kalletal |
| Bentrop                   | 47007 | 19.03.1858    | Landkreis, bis 1901 Kreis Hamm |
| Bentrop                   | 76007 | 17.10.1930    | NÄK > Landkreis, bis 1953 Kreis Unna |
| Bentrop                   | 76007 | 01.07.1969    | A > Fröndenberg (grt) und WickedeII (Ruhr) |
| Bentrup                   | 77007 | 21.01.1947    | B; Landkreis, ab dem 01.10.1969 Kreis Detmold |
| Bentrup                   | 77007 | 01.01.1970    | A > Detmold (grt) und Lemgo |
| Berchum                   | 50002 | 19.03.1858    | Kreis, von 1907 bis 1969 Landkreis Iserlohn |
| Berchum                   | 50002 | 01.01.1975    | A > HagenII |
| Berenbrock                | 51006 | 19.03.1858    | Kreis, von 1953 bis 1969 Landkreis Lippstadt |
| Berenbrock                | 51006 | 01.01.1975    | A > Erwitte |
| BergeI                    | 40005 | 19.03.1858    | Landkreis, bis 1953 Kreis Brilon |
| BergeI                    | 40005 | 01.07.1969    | A > Medebach |
| BergeII                   | 45002 | 19.03.1858    | Landkreis, bis 1887 Kreis Hagen |
| BergeII                   | 75003 | 01.08.1929    | ÄK > Ennepe-Ruhrkreis |
| BergeII                   | 75003 | ca. 1946      | NÄK > Ennepe-Ruhr-Kreis |
| BergeII                   | 75003 | 01.01.1970    | A > Gevelsberg (grt) und Wetter (Ruhr) |
| BergeIII                  | 47008 | 19.03.1858    | Landkreis, bis 1901 Kreis Hamm |
| BergeIII                  | 76008 | 17.10.1930    | ÄK > Kreis Unna |
| BergeIII                  | 76008 | 01.01.1968    | A > HammI |
| BergeIV                   | 51007 | 19.03.1858    | Kreis, von 1953 bis 1969 Landkreis Lippstadt |
| BergeIV                   | 51007 | 01.01.1975    | A > Anröchte |
| Bergede                   | 59003 | 19.03.1858    | Landkreis, bis 1953 Kreis Soest |
| Bergede                   | 59003 | 01.07.1969    | A > Soest |
| Bergen                    | 37005 | 19.03.1858    | Landkreis, bis 1876 Kreis Bochum |
| Bergen                    | 37005 | 01.04.1926    | A > Bochum |
| BerghausenI               | 46004 | 19.03.1858    | Landkreis, bis 1953 Kreis Halle (Westfalen) |
| BerghausenI               | 46004 | 01.07.1969    | A > Borgholzhausen |
| BerghausenII              | 65009 | 19.03.1858    | Kreis, von 1953 bis 1969 Landkreis Wittgenstein |
| BerghausenII              | 65009 | 01.01.1965    | TE < Gutsbezirk Sayn-Wittgenstein-Berleburg |
| BerghausenII              | 65009 | 01.01.1975    | A > Bad Berleburg |
| BerghausenIII             | 70001 | 19.03.1858    | Kreis, von 1953 bis 1969 Landkreis Meschede |
| BerghausenIII             | 70001 | 01.01.1975    | A > Schmallenberg |
| Bergheim                  | 49007 | 19.03.1858    | Landkreis, bis 1953 und ab dem 01.10.1969 Kreis Höxter |
| Bergheim                  | 49007 | 01.01.1964    | TA > Vordereichholz |
| Bergheim                  | 49007 | 01.01.1970    | A > Steinheim |
| Berghofen                 | 44009 | 19.03.1858    | Landkreis, bis 1876 Kreis Dortmund |
| Berghofen                 | 73004 | 01.04.1887    | ÄK > Landkreis, bis 1911 Kreis Hörde |
| Berghofen                 | 73004 | 01.08.1929    | A > Dortmund |
| Bergkamen                 | 47009 | 19.03.1858    | Landkreis, bis 1901 Kreis Hamm |
| Bergkamen                 | 76009 | 17.10.1930    | NÄK > Kreis, von 1953 bis 1969 Landkreis Unna |
| Bergkamen                 | 76009 | 01.01.1966    | E < Heil, Oberaden, Rünthe und Weddinghofen |
| Bergkamen                 | 76009 | 01.01.1968    | E < Overberge |
| Bergkamen                 | 76009 | 01.07.1971    | GA < > Pelkum |
| Bergstraße                |       |               | → Niederbergstraße und Oberbergstraße |
| Beringhausen              | 40006 | 19.03.1858    | Kreis, von 1953 bis 1969 Landkreis Brilon |
| Beringhausen              | 40006 | 01.01.1975    | A > Marsberg |
| Berlar                    | 70024 | ca. 1865      | N < Velmede (t); Landkreis Meschede |
| Berlar                    | 70024 | 01.04.1910    | A > Ramsbeck |
| Berlebeck                 | 77008 | 21.01.1947    | B; Landkreis, ab dem 01.10.1969 Kreis Detmold |
| Berlebeck                 | 77008 | ca. Ende 1967 | E < Forstbezirk Berlebeck |
| Berlebeck                 | 77008 | 01.01.1970    | A > Detmold |
| Berlebeck, Forstbezirk    |       |               | → Forstbezirk Berlebeck |
| Berleburg                 | 65010 | 19.03.1858    | Kreis, von 1953 bis 1969 Landkreis Wittgenstein |
| Berleburg                 | 65010 | ca. 1929      | TE < Gutsbezirk Sayn-Wittgenstein-Berleburg |
| Berleburg                 | 65010 | 01.01.1965    | TE < Gutsbezirk Sayn-Wittgenstein-Berleburg |
| Berleburg                 | 65010 | 01.07.1971    | NÄ > Bad Berleburg |
| Berlingsen                | 59004 | 19.03.1858    | Landkreis, bis 1953 Kreis Soest |
| Berlingsen                | 59004 | 01.07.1969    | A > Möhnesee |
| Bermbeck                  | 48004 | 19.03.1858    | Landkreis, bis 1911 Kreis Herford |
| Bermbeck                  | 48004 | 01.04.1950    | A > Schweicheln-Bermbeck |
| Bermershausen             | 65011 | 19.03.1858    | Kreis, von 1953 bis 1969 Landkreis Wittgenstein |
| Bermershausen             | 65011 | 01.01.1975    | A > Laasphe |
| Bernshausen               | 65012 | 19.03.1858    | Kreis, von 1953 bis 1969 Landkreis Wittgenstein |
| Bernshausen               | 65012 | 01.01.1975    | A > Laasphe |
| Berwicke                  | 59005 | 19.03.1858    | Landkreis, bis 1953 Kreis Soest |
| Berwicke                  | 59005 | 01.07.1969    | A > Welver |
| Besenkamp                 | 48005 | 19.03.1858    | Landkreis, bis 1911 Kreis Herford |
| Besenkamp                 | 48005 | 01.01.1969    | A > Enger |
| Bestwig                   | 83002 | 01.01.1975    | N < Bödefeld-Land (t), Gevelinghausen (t), Grimlinghausen (t), Heringhausen (t), Nuttlar (t), Ostwig (t), Ramsbeck (t) und Velmede (t); Hochsauerlandkreis |
| Bettinghausen             | 59006 | 19.03.1858    | Landkreis, bis 1953 Kreis Soest |
| Bettinghausen             | 59006 | 01.07.1969    | A > Bad Sassendorf |
| Beusingsen                | 59007 | 19.03.1858    | Landkreis, bis 1953 Kreis Soest |
| Beusingsen                | 59007 | 01.07.1969    | A > Bad Sassendorf |
| Bevergern                 | 61001 | 19.03.1858    | Kreis, von 1953 bis 1969 Landkreis Tecklenburg |
| Bevergern                 | 61001 | 01.01.1975    | A > Hörstel |
| Beverungen                | 49008 | 19.03.1858    | Kreis, von 1953 bis 1969 Landkreis Höxter |
| Beverungen                | 49008 | 01.01.1970    | E < Amelunxen, Blankenau, Dalhausen, Drenke, Haarbrück, Herstelle, Jakobsberg, Rothe, Tietelsen, Wehrden und Würgassen                                     |
| Beverungen                | 49008 | 01.10.1971    | TE < Lauenförde (Landkreis Northeim, Regierungsbezirk Hildesheim, Niedersachsen)                                                                           |
| Bexterhagen               | 78012 | 21.01.1947    | B; Landkreis Lemgo |
| Bexterhagen               | 78012 | 01.01.1969    | A > Leopoldshöhe |

#### Bi
| Gemeinde               | Nr.   | Datum      | Maßnahme; Kreiszugehörigkeit |
| ---------------------- | ----- | ---------- | --- |
| Bickern                | 37006 | 19.03.1858 | Landkreis, bis 1876 Kreis Bochum |
| Bickern                | 71001 | 01.07.1885 | ÄK > Kreis Gelsenkirchen, ab 1897 Landkreis Gelsenkirchen |
| Bickern                | 71001 | 13.08.1897 | NÄ > Wanne |
| Bielefeld              | 35003 | 19.03.1858 | Kreis Bielefeld |
| Bielefeld              | 05000 | 01.10.1878 | ÄK > Kreisfreie Stadt, bis 1953 Stadtkreis Bielefeld |
| Bielefeld              | 05000 | 01.04.1900 | TE < Gadderbaum |
| Bielefeld              | 05000 | 31.01.1907 | TE < Quelle |
| Bielefeld              | 05000 | 01.10.1930 | E < Dorf Schildesche und Sieker; TE < Großdornberg, Gellershagen, Hoberge-Uerentrup, Heepen, Oldentrup, Schildesche Bauerschaft, Stieghorst und Theesen |
| Bielefeld              | 05000 | 31.12.1961 | TE < Babenhausen |
| Bielefeld              | 05000 | 01.01.1965 | TE < BrakeI |
| Bielefeld              | 05000 | 01.01.1973 | E < Altenhagen, Babenhausen, Brackwede, BrakeI, Brönninghausen, Gadderbaum, Großdornberg, Heepen, Hillegossen, Jöllenbeck, Kirchdornberg, Lämershagen-Gräfinghagen, Milse, Niederdornberg-Deppendorf, Oldentrup, Sennestadt, Theesen, Ubbedissen und Vilsendorf; TE < Häger, Hoberge-Uerentrup, Isingdorf, SchröttinghausenI, Senne I, Spenge (aus Lenzinghausen) und Steinhagen |
| Bielefeld              | 05000 | 01.01.1977 | TE < Leopoldshöhe |
| Bielefeld              | 05000 | 01.07.1982 | TA > Spenge und Werther (Westfalen) |
| Biemenhorst            | 38004 | 19.03.1858 | Kreis, von 1953 bis 1969 Landkreis Borken |
| Biemenhorst            | 38004 | 01.01.1975 | A > Bocholt |
| Biemsen-Ahmsen         | 78013 | 21.01.1947 | B; Landkreis Lemgo |
| Biemsen-Ahmsen         | 78013 | 01.01.1969 | A > Bad Salzuflen |
| Bierde                 | 54003 | 19.03.1858 | Kreis, von 1953 bis 1969 Landkreis Minden |
| Bierde                 | 54003 | 01.01.1973 | A > Petershagen |
| Bieren                 | 48006 | 19.03.1858 | Landkreis, bis 1911 Kreis Herford |
| Bieren                 | 48006 | ca. 1870   | TE < Dünne |
| Bieren                 | 48006 | 04.03.1898 | TA > Schwenningdorf |
| Bieren                 | 48006 | 01.04.1932 | GA < > Schwenningdorf |
| Bieren                 | 48006 | 01.01.1969 | A > Rödinghausen |
| Bigge                  | 40007 | 19.03.1858 | Landkreis, bis 1953 Kreis Brilon |
| Bigge                  | 40007 | 01.07.1969 | A > Bigge-Olsberg |
| Bigge-Olsberg          | 40066 | 01.07.1969 | N < Bigge und Olsberg; Kreis, bis zum 30.09.1969 Landkreis Brilon |
| Bigge-Olsberg          | 40066 | 01.01.1975 | A > Olsberg |
| BillerbeckI            | 43003 | 19.03.1858 | Kreis, von 1953 bis 1969 Landkreis Coesfeld |
| BillerbeckI            | 43003 | 01.11.1920 | TE < Kirchspiel Billerbeck |
| BillerbeckI            | 43003 | 01.04.1960 | TE < Kirchspiel Billerbeck |
| BillerbeckI            | 43003 | 01.07.1969 | E < Beerlage und Kirchspiel Billerbeck |
| BillerbeckI            | 43003 | 01.01.1975 | TE < Nottuln; TA > Coesfeld (aus dem Kirchspiel Billerbeck) |
| BillerbeckII           | 77009 | 21.01.1947 | B; Landkreis, ab dem 01.10.1969 Kreis Detmold |
| BillerbeckII           | 77009 | 01.01.1970 | A > Bad Meinberg-Horn |
| Billerbeck, Kirchspiel |       |            | → Kirchspiel Billerbeck |
| Billinghausen          | 77010 | 21.01.1947 | B; Landkreis, ab dem 01.10.1969 Kreis Detmold |
| Billinghausen          | 77010 | 01.01.1970 | A > Lage |
| Billmerich             | 47010 | 19.03.1858 | Landkreis, bis 1901 Kreis Hamm |
| Billmerich             | 76010 | 17.10.1930 | NÄK > Landkreis, bis 1953 Kreis Unna |
| Billmerich             | 76010 | 01.01.1968 | A > Unna |
| Bilme                  | 59008 | 19.03.1858 | Landkreis, bis 1953 Kreis Soest |
| Bilme                  | 59008 | 01.07.1969 | A > Ense |
| Birkefehl              | 65013 | 19.03.1858 | Kreis, von 1953 bis 1969 Landkreis Wittgenstein |
| Birkefehl              | 65013 | 01.01.1965 | TE < Gutsbezirk Sayn-Wittgenstein-Berleburg |
| Birkefehl              | 65013 | 01.01.1975 | A > Erndtebrück |
| Birkelbach             | 65014 | 19.03.1858 | Kreis, von 1953 bis 1969 Landkreis Wittgenstein |
| Birkelbach             | 65014 | ca. 1929   | TE < Gutsbezirk Sayn-Wittgenstein-Berleburg |
| Birkelbach             | 65014 | 01.10.1956 | TE < Gutsbezirk Sayn-Wittgenstein-Berleburg |
| Birkelbach             | 65014 | 01.01.1965 | TE < Gutsbezirk Sayn-Wittgenstein-Berleburg |
| Birkelbach             | 65014 | 01.01.1975 | A > Erndtebrück |
| Birlenbach             | 66008 | 19.03.1858 | Landkreis, bis 1923 Kreis Siegen |
| Birlenbach             | 66008 | 01.07.1966 | A > Hüttental |
| Bischofshagen          |       |            | → Gohfeld |
| Bismarck               | 71022 | 06.02.1900 | NÄ < Braubauerschaft; Landkreis Gelsenkirchen |
| Bismarck               | 71022 | 01.04.1903 | A > Gelsenkirchen |
| Bittingen              | 59009 | 19.03.1858 | Landkreis, bis 1953 Kreis Soest |
| Bittingen              | 59009 | 01.07.1969 | A > Ense |

#### Bl
| Gemeinde     | Nr.   | Datum      | Maßnahme; Kreiszugehörigkeit |
| ------------ | ----- | ---------- | --- |
| Bladenhorst  | 37007 | 19.03.1858 | Landkreis, bis 1876 Kreis Bochum |
| Bladenhorst  | 37007 | 01.04.1908 | E < Pöppinghausen |
| Bladenhorst  | 37007 | 01.04.1926 | A > Castrop-Rauxel (grt) und Herne |
| Blankenau    | 49009 | 19.03.1858 | Landkreis, bis 1953 und ab dem 01.10.1969 Kreis Höxter |
| Blankenau    | 49009 | 01.01.1970 | A > Beverungen |
| Blankenhagen |       |            | → Gütersloh-Land |
| Blankenrode  | 42054 | 10.08.1952 | N < Dalheim-Blankenrode (t); Kreis, von 1953 bis 1969 Landkreis Büren |
| Blankenrode  | 42054 | 01.01.1975 | A > Lichtenau |
| Blankenstein | 37008 | 19.03.1858 | Landkreis, bis 1876 Kreis Bochum |
| Blankenstein | 72003 | 01.07.1885 | ÄK > Landkreis Hattingen |
| Blankenstein | 75004 | 01.08.1929 | ÄK > Ennepe-Ruhrkreis |
| Blankenstein | 75004 | ca. 1946   | NÄK > Ennepe-Ruhr-Kreis |
| Blankenstein | 75004 | 01.10.1959 | TE < Welper |
| Blankenstein | 75004 | 01.04.1966 | E < BuchholzI, HolthausenI und Welper |
| Blankenstein | 75004 | 01.01.1970 | A > Hattingen (grt) und Herbede |
| Blasheim     | 69004 | 19.03.1858 | Kreis, von 1953 bis 1969 Landkreis Lübbecke |
| Blasheim     | 69004 | ca. 1860   | E < Obermehnen |
| Blasheim     | 69004 | 01.01.1973 | A > Hüllhorst, Lübbecke (grt) und Preußisch Oldendorf |
| Bleiwäsche   | 42007 | 19.03.1858 | Kreis, von 1953 bis 1969 Landkreis Büren |
| Bleiwäsche   | 42007 | 01.01.1975 | A > Wünnenberg |
| Blintrop     | 33013 | 19.03.1858 | Kreis, von 1953 bis 1969 Landkreis Arnsberg |
| Blintrop     | 33013 | 01.01.1975 | A > Balve und Neuenrade (grt) |
| Blomberg     | 77011 | 21.01.1947 | B; Kreis, von 1953 bis 1969 Landkreis Detmold |
| Blomberg     | 77011 | 01.01.1970 | E < Altendonop, Borkhausen, Brüntrup, Dalborn, Donop, Eschenbruch, Großenmarpe, Herrentrup, Höntrup, IstrupII, Kleinenmarpe, Maspe, Mossenberg-Wöhren, Reelkirchen, Siebenhöfen, Tintrup und WellentrupI; TE < Belle und CappelI; TA > Schieder-Schwalenberg |
| Blomberg     | 81004 | 01.01.1973 | ÄK > Kreis Lippe |
| Blomberg     | 81004 | 01.01.1977 | TA > Barntrup |
| Blumenthal   | 59010 | 19.03.1858 | Landkreis, bis 1953 Kreis Soest |
| Blumenthal   | 59010 | ca. 1900   | TA > Waltringen |
| Blumenthal   | 59010 | 01.07.1969 | A > Werl |
| Blumroth     | 59011 | 19.03.1858 | Landkreis, bis 1953 Kreis Soest |
| Blumroth     | 59011 | 01.07.1969 | A > Welver |

#### Bo
| Gemeinde                               | Nr.   | Datum      | Maßnahme; Kreiszugehörigkeit |
| -------------------------------------- | ----- | ---------- | --- |
| Bocholt                                | 38005 | 19.03.1858 | Kreis Borken |
| Bocholt                                | 21000 | 01.09.1923 | ÄK > Stadtkreis, ab 1953 kreisfreie Stadt Bocholt |
| Bocholt                                | 38045 | 01.01.1975 | E < Barlo, Biemenhorst, Hemden, HoltwickI, Liedern, Lowick, Mussum, SporkI, Stenern und Suderwick; TE < Dingden; ÄK > Kreis Borken                          |
| Bocholt, Kirchspiel                    |       |            | → Barlo, Biemenhorst, Hemden, Herzebocholt, Holtwick, Liedern, Lowick, Mussum, Spork, Stenern und Suderwick                                                 |
| Bochum                                 | 37009 | 19.03.1858 | Kreis Bochum |
| Bochum                                 | 04000 | 24.05.1876 | ÄK > kreisfreie Stadt, bis 1953 Stadtkreis Bochum |
| Bochum                                 | 04000 | 01.04.1904 | E < Grumme, Hamme, Hofstede und Wiemelhausen |
| Bochum                                 | 04000 | 01.04.1926 | E < Bergen und Weitmar; TE < Altenbochum, Eickel, Eppendorf, Höntrop, Hordel, LaerI, Riemke und WestenfeldII; TA > Wattenscheid                             |
| Bochum                                 | 04000 | 01.08.1929 | E < LaerI, Linden-Dahlhausen, Stiepel und WerneI; TE < Castrop-Rauxel, Dortmund, Gerthe, Langendreer, Querenburg, Somborn und Winz                          |
| Bochum                                 | 04000 | 01.01.1975 | E < Wattenscheid |
| Bockenbach                             | 66008 | 19.03.1858 | Landkreis, bis 1923 Kreis Siegen |
| Bockenbach                             | 66008 | 01.12.1960 | A > Eichen |
| Böckenförde                            | 51008 | 19.03.1858 | Landkreis, bis 1953 Kreis Lippstadt |
| Böckenförde                            | 51008 | 1956       | NÄ > Bökenförde |
| Bockhorst                              | 46003 | 19.03.1858 | Kreis, von 1953 bis 1969 Landkreis Halle (Westfalen) |
| Bockhorst                              | 46003 | 01.01.1973 | A > Versmold |
| Bockum                                 | 52003 | 19.03.1858 | Kreis Lüdinghausen |
| Bockum                                 | 52003 | 01.04.1939 | A > Bockum-Hövel |
| Böckum                                 | 51009 | 19.03.1858 | Kreis, von 1953 bis 1969 Landkreis Lippstadt |
| Böckum                                 | 51009 | 01.01.1975 | A > Erwitte |
| Bockum-Hövel                           | 52025 | 01.04.1939 | N < Bockum und HövelII; Kreis, von 1953 bis 1969 Landkreis Lüdinghausen                                                                                     |
| Bockum-Hövel                           | 52025 | 01.01.1975 | A > HammI |
| Bödefeld, Freiheit                     |       |            | → Freiheit Bödefeld |
| Bödefeld-Land                          | 70003 | 19.03.1858 | Kreis, von 1953 bis 1969 Landkreis Meschede |
| Bödefeld-Land                          | 70003 | 1885       | TE < Freiheit Bödefeld |
| Bödefeld-Land                          | 70003 | 01.01.1975 | A > Bestwig, Schmallenberg (grt) und Winterberg |
| Bodelschwingh                          | 44010 | 19.03.1858 | Landkreis, bis 1875 Kreis Dortmund |
| Bodelschwingh                          | 44010 | 01.04.1926 | TE < Dingen |
| Bodelschwingh                          | 44010 | 01.04.1928 | A > Dortmund |
| Bödexen                                | 49010 | 19.03.1858 | Landkreis, bis 1953 und ab dem 01.10.1969 Kreis Höxter |
| Bödexen                                | 49010 | 01.01.1970 | A > Höxter |
| Boele                                  | 45003 | 19.03.1858 | Landkreis, bis 1887 Kreis Hagen |
| Boele                                  | 45003 | 01.08.1929 | A > HagenII |
| Böingsen                               | 50003 | 19.03.1858 | Landkreis, bis 1907 Kreis Iserlohn |
| Böingsen                               | 50003 | 03.01.1936 | NÄ > LendringsenI |
| Boke                                   | 42008 | 19.03.1858 | Kreis, von 1953 bis 1969 Landkreis Büren |
| Boke                                   | 42008 | 01.01.1975 | A > Delbrück |
| BokelI                                 | 46004 | 19.03.1858 | Kreis, von 1953 bis 1969 Landkreis Halle (Westfalen) |
| BokelI                                 | 46004 | 01.01.1973 | A > Halle (Westfalen) |
| BokelII                                | 64003 | 19.03.1858 | Landkreis, bis 1953 Kreis Wiedenbrück |
| BokelII                                | 64003 | 01.10.1937 | TE < Moese |
| BokelII                                | 64003 | 01.04.1938 | GA < > Rietberg |
| BokelII                                | 64003 | 01.01.1970 | A > Langenberg, Rheda-Wiedenbrück und Rietberg (grt) |
| Bökendorf                              | 49011 | 19.03.1858 | Landkreis, bis 1953 und ab dem 01.10.1969 Kreis Höxter |
| Bökendorf                              | 49011 | 1860       | TA > Gutsbezirk Abbenburg-Bökerhof |
| Bökendorf                              | 49011 | 01.10.1928 | E < Gutsbezirk Abbenburg-Bökerhof |
| Bökendorf                              | 49011 | 01.10.1956 | TE < Hinnenburg |
| Bökendorf                              | 49011 | 01.01.1970 | A > Brakel |
| Bökenförde                             | 51067 | 1956       | NÄ < Böckenförde; Kreis, von 1953 bis 1969 Landkreis Lippstadt                                                                                              |
| Bökenförde                             | 51067 | 01.01.1975 | A > Geseke und Lippstadt (grt) |
| Bölhorst                               | 54004 | 19.03.1858 | Kreis, von 1953 bis 1969 Landkreis Minden |
| Bölhorst                               | 54004 | 01.01.1973 | A > Minden |
| Bommern                                | 45004 | 19.03.1858 | Landkreis, bis 1887 Kreis Hagen |
| Bommern                                | 45004 | 01.08.1929 | A > Herbede und Witten (grt) |
| Bönen                                  | 47011 | 19.03.1858 | Landkreis, bis 1901 Kreis Hamm |
| Bönen                                  | 76011 | 17.10.1930 | NÄK > Kreis, ab 1953 Landkreis Unna |
| Bönen                                  | 76011 | 01.04.1951 | A > Altenbögge-Bönen |
| Bönen                                  | 76079 | 01.01.1968 | N < Altenbögge-Bönen, Bramey-Lenningsen, Flierich, Nordbögge, Osterbönen und Westerbönen; Kreis, bis zum 30.09.1969 Landkreis Unna                          |
| Bonenburg                              | 62003 | 19.03.1858 | Kreis, von 1953 bis 1969 Landkreis Warburg |
| Bonenburg                              | 62003 | 01.01.1975 | A > Warburg |
| Bonneberg                              |       |            | → Valdorf |
| Bönninghausen                          | 51010 | 19.03.1858 | Kreis, von 1953 bis 1969 Landkreis Lippstadt |
| Bönninghausen                          | 51010 | 01.01.1975 | A > Geseke |
| Bontkirchen                            | 40008 | 19.03.1858 | Kreis, von 1953 bis 1969 Landkreis Brilon |
| Bontkirchen                            | 40008 | 01.01.1975 | A > Brilon |
| Borchen                                | 56027 | 01.07.1969 | N < Alfen, Kirchborchen und Nordborchen; Kreis, bis zum 30.09.1969 Landkreis Paderborn                                                                      |
| Borchen                                | 56027 | 01.01.1975 | E < Etteln; TE < Dörenhagen |
| Borgeln                                | 59012 | 19.03.1858 | Landkreis, bis 1953 Kreis Soest |
| Borgeln                                | 59012 | 01.07.1969 | A > Welver |
| Borgentreich                           | 62004 | 19.03.1858 | Kreis, von 1953 bis 1969 Landkreis Warburg |
| Borgentreich                           | 62004 | 1890       | TE < Gutsbezirk Dinkelburg |
| Borgentreich                           | 49080 | 01.01.1975 | E < Borgholz, Bühne, Drankhausen, Großeneder, KörbeckeII, Lütgeneder, Manrode, Muddenhagen, Natingen, Natzungen und Rösebeck; ÄK > Kreis Höxter             |
| Borgholz                               | 62005 | 19.03.1858 | Kreis, von 1953 bis 1969 Landkreis Warburg |
| Borgholz                               | 62005 | 01.01.1975 | A > Borgentreich |
| Borgholzhausen                         | 46005 | 19.03.1858 | Kreis, von 1953 bis 1969 Landkreis Halle (Westfalen) |
| Borgholzhausen                         | 46005 | 01.10.1964 | GA < > Barnhausen |
| Borgholzhausen                         | 46005 | 01.07.1969 | E < Barnhausen, BerghausenI, Casum, Cleve, Hamlingdorf, Holtfeld, Kleekamp, OldendorfI bei Borgholzhausen, Ostbarthausen, Westbarthausen und Wichlinghausen |
| Borgholzhausen                         | 80001 | 01.01.1973 | TE < Theenhausen; TA > Halle (Westfalen) (aus Wichlinghausen) und Werther (Westfalen) (aus Barnhausen); ÄK > Kreis Gütersloh                                |
| Borghorst                              | 60002 | 19.03.1858 | Kreis, von 1953 bis 1969 Landkreis Steinfurt |
| Borghorst                              | 60002 | 01.01.1975 | A > Steinfurt |
| Bork                                   | 52004 | 19.03.1858 | Kreis, von 1953 bis 1969 Landkreis Lüdinghausen |
| Bork                                   | 52004 | 01.01.1975 | A > Selm |
| Borken                                 | 38006 | 19.03.1858 | Kreis, von 1953 bis 1969 Landkreis Borken |
| Borken                                 | 38006 | 01.04.1947 | TE < Kirchspiel Gemen; GA < > Hoxfeld |
| Borken                                 | 38006 | 01.07.1969 | E < Borkenwirthe, Gemen, Grütlohn, Hoxfeld, Kirchspiel Gemen, Marbeck, Rhedebrügge, Weseke und Westenborken                                                 |
| Borken                                 | 38006 | 01.01.1975 | TA > HeidenI (aus Marbeck) |
| Borken, Kirchspiel                     |       |            | → Borkenwirthe-Burlo, Grütlohn, Homer, Hoxfeld, Marbeck, Rhedebrügge und Westenborken                                                                       |
| Borkenwirthe                           | 38042 | ca. 1900   | NÄ < Borkenwirthe-Burlo (auch Wirthe-Burlo); Landkreis, bis 1953 Kreis Borken                                                                               |
| Borkenwirthe                           | 38042 | 01.07.1969 | A > Borken |
| Borkenwirthe-Burlo (auch Wirthe-Burlo) | 38007 | 19.03.1858 | Kreis Borken |
| Borkenwirthe-Burlo (auch Wirthe-Burlo) | 38007 | ca. 1900   | NÄ > Borkenwirthe |
| Borkhausen                             | 77012 | 21.01.1947 | B; Landkreis, ab dem 01.10.1969 Kreis Detmold |
| Borkhausen                             | 77012 | 01.01.1970 | A > Blomberg |
| Borlinghausen                          | 62006 | 19.03.1858 | Kreis, von 1953 bis 1969 Landkreis Warburg |
| Borlinghausen                          | 62006 | 01.01.1975 | A > Willebadessen |
| Born                                   | 49012 | 19.03.1858 | Landkreis, bis 1953 und ab dem 01.10.1969 Kreis Höxter |
| Born                                   | 49012 | 01.01.1970 | A > Marienmünster |
| Bornholte                              | 64004 | 19.03.1858 | Landkreis, bis 1953 Kreis Wiedenbrück |
| Bornholte                              | 64004 | 01.01.1970 | A > Verl |
| Börnig                                 | 44011 | 19.03.1858 | Landkreis, bis 1875 Kreis Dortmund |
| Börnig                                 | 44011 | 01.04.1928 | A > Herne |
| Börninghausen                          | 69005 | 19.03.1858 | Kreis, von 1953 bis 1969 Landkreis Lübbecke |
| Börninghausen                          | 69005 | 01.01.1973 | A > Preußisch Oldendorf |
| Borntosten                             | 40009 | 19.03.1858 | Kreis, von 1953 bis 1969 Landkreis Brilon |
| Borntosten                             | 40009 | 01.01.1975 | A > Marsberg |
| Bösensell                              | 55007 | 19.03.1858 | Kreis, bis 1969 Landkreis Münster |
| Bösensell                              | 55007 | 01.01.1975 | A > Nottuln und Senden (grt) |
| Bösingfeld                             | 78014 | 21.01.1947 | B; Landkreis Lemgo |
| Bösingfeld                             | 78014 | 01.01.1969 | A > Extertal |
| Bösperde                               | 50040 | 24.06.1930 | NÄ < HolzenIII bei Menden; Kreis, von 1907 bis 1969 Landkreis Iserlohn                                                                                      |
| Bösperde                               | 50040 | 01.01.1975 | A > Menden (Sauerland) |
| Bosseborn                              | 49013 | 19.03.1858 | Landkreis, bis 1953 und ab dem 01.10.1969 Kreis Höxter |
| Bosseborn                              | 49013 | 01.01.1970 | A > Höxter |
| Bottenbach                             |       |            | → Buschhütten |
| Bottenberg                             | 66009 | 19.03.1858 | Landkreis, bis 1923 Kreis Siegen |
| Bottenberg                             | 66009 | 01.01.1969 | A > Freudenberg |
| Bottrop                                | 58004 | 19.03.1858 | Landkreis, bis 1901 Kreis Recklinghausen |
| Bottrop                                | 17000 | 01.01.1921 | ÄK > kreisfreie Stadt, bis 1953 Stadtkreis Bottrop |
| Bottrop                                | 17000 | 01.08.1929 | TE < Essen (Stadtkreis) und Karnap (Landkreis Essen) (beide: Regierungsbezirk Düsseldorf, Rheinprovinz)                                                     |
| Bottrop                                | 17000 | 01.08.1929 | TE < Osterfeld |
| Bottrop                                | 17000 | 01.01.1975 | E < Gladbeck; TE < Kirchhellen |
| Bottrop                                | 17000 | 06.12.1975 | TA > Gladbeck und Kirchhellen |
| Bottrop                                | 17000 | 01.07.1976 | TE < Kirchhellen |
| BövinghausenI bei Castrop              | 44012 | 19.03.1858 | Landkreis, bis 1875 Kreis Dortmund |
| BövinghausenI bei Castrop              | 44012 | 01.04.1926 | A > Castrop-Rauxel und Gerthe |
| BövinghausenII bei Lütgendortmund      | 44013 | 19.03.1858 | Landkreis, bis 1875 Kreis Dortmund |
| BövinghausenII bei Lütgendortmund      | 44013 | 01.04.1909 | E < WestrichI |
| BövinghausenII bei Lütgendortmund      | 44013 | 01.04.1928 | A > Dortmund |

#### Br
| Gemeinde                      | Nr.   | Datum      | Maßnahme; Kreiszugehörigkeit |
| ----------------------------- | ----- | ---------- | --- |
| Braam-Ostwennemar             | 47012 | 19.03.1858 | Landkreis, bis 1901 Kreis Hamm |
| Braam-Ostwennemar             | 76012 | 17.10.1930 | NÄK > Landkreis, bis 1953 Kreis Unna |
| Braam-Ostwennemar             | 76012 | 01.04.1939 | TE < Mark |
| Braam-Ostwennemar             | 76012 | 01.01.1968 | A > HammI und UentropII (grt) |
| Brackel                       | 44014 | 19.03.1858 | Landkreis, bis 1875 Kreis Dortmund |
| Brackel                       | 44014 | 01.04.1918 | A > Dortmund |
| Brackwede                     | 35004 | 19.03.1858 | Kreis, von 1878 bis 1969 Landkreis Bielefeld |
| Brackwede                     | 35004 | 01.04.1900 | TE < Gadderbaum |
| Brackwede                     | 35004 | 01.07.1957 | GA < > Senne I |
| Brackwede                     | 35004 | 01.01.1970 | E < Holtkamp und Quelle; TE < Isselhorst und Ummeln |
| Brackwede                     | 35004 | 01.01.1973 | A > Bielefeld |
| BrakeI                        | 35005 | 19.03.1858 | Kreis, von 1878 bis 1969 Landkreis Bielefeld |
| BrakeI                        | 35005 | 01.10.1930 | TE < Schildesche Bauerschaft |
| BrakeI                        | 35005 | 01.01.1965 | TA > Bielefeld |
| BrakeI                        | 35005 | 01.01.1973 | A > Bielefeld |
| BrakeII in Lippe              | 78015 | 21.01.1947 | B; Landkreis Lemgo |
| BrakeII in Lippe              | 78015 | 01.01.1969 | A > Lemgo |
| Brakel                        | 49014 | 19.03.1858 | Kreis, von 1953 bis 1969 Landkreis Höxter |
| Brakel                        | 49014 | 01.01.1970 | E < Beller, Bellersen, Bökendorf, Erkeln, Hembsen, Hinnenburg, IstrupI, Rheder, Riesel und Schmechten                                                                                           |
| Brakel                        | 49014 | 01.01.1975 | E < Auenhausen, FrohnhausenII, Gehrden, Hampenhausen und Siddessen |
| Brakelsiek                    | 77013 | 21.01.1947 | B; Landkreis, ab dem 01.10.1969 Kreis Detmold |
| Brakelsiek                    | 77013 | 01.01.1970 | A > Schieder-Schwalenberg |
| Brambauer                     | 44015 | 19.03.1858 | Landkreis, bis 1875 Kreis Dortmund |
| Brambauer                     | 44015 | 01.04.1928 | A > Lünen |
| Bramey-Lenningsen             | 47013 | 19.03.1858 | Landkreis, bis 1901 Kreis Hamm |
| Bramey-Lenningsen             | 47013 | 20.09.1928 | E < Gutsbezirk Brügge |
| Bramey-Lenningsen             | 76013 | 17.10.1930 | ÄK > Landkreis, bis 1953 Kreis Unna |
| Bramey-Lenningsen             | 76013 | 01.01.1968 | A > Bönen |
| Braubauerschaft               | 37010 | 19.03.1858 | Landkreis, bis 1876 Kreis Bochum |
| Braubauerschaft               | 71002 | 01.07.1885 | ÄK > Landkreis, bis 1897 Kreis Gelsenkirchen |
| Braubauerschaft               | 71002 | 06.02.1900 | NÄ > Bismarck |
| Brauersdorf                   | 66010 | 19.03.1858 | Landkreis, bis 1923 Kreis Siegen |
| Brauersdorf                   | 66010 | 01.01.1969 | A > Netphen |
| Braunshausen                  | 40010 | 19.03.1858 | Kreis, von 1953 bis 1969 Landkreis Brilon |
| Braunshausen                  | 40010 | 01.01.1975 | A > Hallenberg |
| Brechten                      | 44016 | 19.03.1858 | Landkreis, bis 1875 Kreis Dortmund |
| Brechten                      | 44016 | 01.04.1928 | A > Dortmund |
| Breckerfeld                   | 45006 | 19.03.1858 | Landkreis, bis 1887 Kreis Hagen |
| Breckerfeld                   | 45006 | 01.04.1899 | E < Breckerfeld-Land |
| Breckerfeld                   | 75005 | 01.08.1929 | ÄK > Ennepe-Ruhrkreis |
| Breckerfeld                   | 75005 | ca. 1946   | NÄK > Ennepe-Ruhr-Kreis |
| Breckerfeld                   | 75005 | 01.01.1970 | E < DahlI, TE < Waldbauer; GA < > Schalksmühle |
| Breckerfeld                   | 75005 | 01.01.1975 | TA > HagenII (DahlI und aus Schalksmühle) |
| Breckerfeld-Land              | 45005 | 19.03.1858 | Landkreis, bis 1887 Kreis Hagen |
| Breckerfeld-Land              | 45005 | 01.04.1899 | A > Breckerfeld |
| Bredeck                       |       |            | → Herzebrock |
| Bredelar                      | 40064 | 01.04.1900 | N < Giershagen (t); Kreis, von 1953 bis 1969 Landkreis Brilon |
| Bredelar                      | 40064 | 01.09.1960 | TA > Madfeld |
| Bredelar                      | 40064 | 01.01.1975 | A > Marsberg |
| Bredenborn                    | 49015 | 19.03.1858 | Landkreis, bis 1953 und ab dem 01.10.1969 Kreis Höxter |
| Bredenborn                    | 49015 | 01.01.1970 | A > Marienmünster |
| Bredenscheid                  | 37011 | 19.03.1858 | Landkreis, bis 1876 Kreis Bochum |
| Bredenscheid                  | 72004 | 01.07.1885 | ÄK > Kreis Hattingen |
| Bredenscheid                  | 72004 | 01.04.1926 | A > Bredenscheid-Stüter |
| Bredenscheid-Stüter           | 72030 | 01.04.1926 | N < Bredenscheid und Niederstüter; Kreis Hattingen |
| Bredenscheid-Stüter           | 75006 | 01.08.1929 | ÄK > Ennepe-Ruhrkreis |
| Bredenscheid-Stüter           | 75006 | ca. 1946   | NÄK > Ennepe-Ruhr-Kreis |
| Bredenscheid-Stüter           | 75006 | 01.01.1960 | GA < > Oberstüter |
| Bredenscheid-Stüter           | 75006 | 01.01.1970 | A > Hattingen (grt) und Sprockhövel |
| Breitenbach                   | 66011 | 19.03.1858 | Landkreis, bis 1923 Kreis Siegen |
| Breitenbach                   | 66011 | 01.07.1966 | A > Siegen |
| Breitenbruch                  | 33014 | 19.03.1858 | Kreis, von 1953 bis 1969 Landkreis Arnsberg |
| Breitenbruch                  | 33014 | 01.01.1975 | A > Arnsberg |
| Brelon                        |       |            | → Becke |
| Bremen                        | 59013 | 19.03.1858 | Landkreis, bis 1953 Kreis Soest |
| Bremen                        | 59013 | 01.07.1969 | A > Ense |
| Bremerberg                    | 49016 | 19.03.1858 | Landkreis, bis 1953 und ab dem 01.10.1969 Kreis Höxter |
| Bremerberg                    | 49016 | 01.01.1970 | A > Marienmünster |
| Bremke                        | 78016 | 21.01.1947 | B; Landkreis Lemgo |
| Bremke                        | 78016 | 01.01.1969 | A > Extertal |
| Brenken                       | 42009 | 19.03.1858 | Kreis, von 1953 bis 1969 Landkreis Büren |
| Brenken                       | 42009 | 01.01.1975 | A > BürenI |
| Brenkhausen                   | 49017 | 19.03.1858 | Landkreis, bis 1953 und ab dem 01.10.1969 Kreis Höxter |
| Brenkhausen                   | 49017 | 01.01.1970 | A > Höxter |
| Brenschede                    |       |            | → Wiemelhausen |
| Brilon                        | 40011 | 19.03.1858 | Kreis, von 1953 bis 1969 Landkreis Brilon |
| Brilon                        | 83003 | 01.01.1975 | E < Alme, Bontkirchen, Eßhoff, Hoppecke, Madfeld, Messinghausen, Nehden, Radlinghausen, Rixen, Rösenbeck, Scharfenberg, Thülen und Wülfte; TE < Altenbüren und Antfeld; ÄK > Hochsauerlandkreis |
| Brilon                        | 83003 | 01.11.2009 | TE < Diemelstadt (Landkreis Waldeck-Frankenberg, Regierungsbezirk Kassel, Hessen) |
| Brincke                       | 46038 | 01.10.1928 | N < Barnhausen, Winkelshütten und Gutsbezirk Brincke; Kreis Halle (Westfalen) |
| Brincke                       | 46038 | 1929       | NÄ > Barnhausen |
| Brincke, Gutsbezirk           |       |            | → Gutsbezirk Brincke |
| Brochterbeck                  | 61002 | 19.03.1858 | Kreis, von 1953 bis 1969 Landkreis Tecklenburg |
| Brochterbeck                  | 61002 | 20.08.1936 | TE < Ibbenbüren-Land |
| Brochterbeck                  | 61002 | 01.01.1975 | A > Ibbenbüren und Tecklenburg (grt) |
| Brock                         |       |            | → Herzebrock |
| Brockhagen                    | 46006 | 19.03.1858 | Kreis, von 1953 bis 1969 Landkreis Halle (Westfalen) |
| Brockhagen                    | 46006 | 1859       | TA > Gutsbezirk Patthorst |
| Brockhagen                    | 46006 | 01.10.1928 | E < Gutsbezirk Patthorst |
| Brockhagen                    | 46006 | 01.01.1973 | A > Halle (Westfalen) und Steinhagen (grt) |
| BrockhausenI                  | 50004 | 19.03.1858 | Landkreis, bis 1907 Kreis Iserlohn |
| BrockhausenI                  | 50004 | 01.04.1929 | A > Deilinghofen |
| BrockhausenII                 | 59014 | 19.03.1858 | Landkreis, bis 1953 Kreis Soest |
| BrockhausenII                 | 59014 | 01.07.1969 | A > Lippetal (grt) und Soest |
| Brockhausen (im Kreis Bochum) |       |            | → Stiepel |
| Bröderhausen                  | 69006 | 19.03.1858 | Kreis, von 1953 bis 1969 Landkreis Lübbecke |
| Bröderhausen                  | 69006 | 01.01.1973 | A > Hüllhorst |
| Brokhausen                    | 77014 | 21.01.1947 | B; Landkreis, ab dem 01.10.1969 Kreis Detmold |
| Brokhausen                    | 77014 | 01.01.1970 | A > Detmold |
| Brönninghausen                | 35006 | 19.03.1858 | Kreis, von 1953 bis 1969 Landkreis Bielefeld |
| Brönninghausen                | 35006 | 01.01.1973 | A > Bielefeld |
| Brosen                        | 78017 | 21.01.1947 | B; Landkreis Lemgo |
| Brosen                        | 78017 | 01.01.1969 | A > Kalletal |
| Bruch (im Kreis Bochum)       |       |            | → Welper |
| Bruch (im Kreis Dortmund)     |       |            | → Hacheney |
| BruchhausenI                  | 33015 | 19.03.1858 | Kreis, ab 1953 Landkreis Arnsberg |
| BruchhausenI                  | 33015 | 01.04.1960 | TE < Neheim-Hüsten |
| BruchhausenI                  | 33015 | ?          | NÄ > BruchhausenI (Ruhr) |
| BruchhausenI (Ruhr)           | 33015 | ?          | NÄ < BruchhausenI; Kreis, bis 1969 Landkreis Arnsberg |
| BruchhausenI (Ruhr)           | 33015 | 01.01.1975 | A > Arnsberg |
| BruchhausenII                 | 40012 | 19.03.1858 | Kreis, von 1953 bis 1969 Landkreis Brilon |
| BruchhausenII                 | 40012 | 01.01.1975 | A > Olsberg |
| BruchhausenIII                | 49018 | 19.03.1858 | Landkreis, bis 1953 und ab dem 01.10.1969 Kreis Höxter |
| BruchhausenIII                | 49018 | 01.01.1970 | A > Höxter |
| Bruchmühlen                   |       |            | → Westkilver |
| Brügge, Gutsbezirk            |       |            | → Gutsbezirk Brügge |
| Brüllingsen                   | 59015 | 19.03.1858 | Landkreis, bis 1953 Kreis Soest |
| Brüllingsen                   | 59015 | 01.07.1969 | A > Möhnesee |
| Brüninghausen                 | 44017 | 19.03.1858 | Landkreis, bis 1875 Kreis Dortmund |
| Brüninghausen                 | 44017 | 01.04.1928 | A > Dortmund |
| Brünninghausen                |       |            | → Hacheney |
| Brunskappel                   | 40013 | 19.03.1858 | Kreis, von 1953 bis 1969 Landkreis Brilon |
| Brunskappel                   | 40013 | 01.01.1975 | A > Olsberg |
| Brüntorf                      | 78018 | 21.01.1947 | B; Landkreis Lemgo |
| Brüntorf                      | 78018 | 01.01.1969 | A > Lemgo |
| Brüntrup                      | 78019 | 21.01.1947 | B; Landkreis Lemgo |
| Brüntrup                      | 78019 | 01.01.1970 | A > Blomberg |

#### Bu
| Gemeinde                  | Nr.   | Datum      | Maßnahme; Kreiszugehörigkeit |
| ------------------------- | ----- | ---------- | --- |
| Buchen                    | 66012 | 19.03.1858 | Landkreis, bis 1923 Kreis Siegen |
| Buchen                    | 66012 | 01.07.1966 | A > Hüttental |
| BuchholzI                 | 37012 | 19.03.1858 | Landkreis, bis 1876 Kreis Bochum |
| BuchholzI                 | 72005 | 01.07.1885 | ÄK > Landkreis Hattingen |
| BuchholzI                 | 75007 | 01.08.1929 | ÄK > Ennepe-Ruhrkreis |
| BuchholzI                 | 75007 | ca. 1946   | NÄK > Ennepe-Ruhr-Kreis |
| BuchholzI                 | 75007 | 01.04.1966 | A > Blankenstein |
| BuchholzII                | 54005 | 19.03.1858 | Kreis, von 1953 bis 1969 Landkreis Minden |
| BuchholzII                | 54005 | 01.01.1973 | A > Petershagen |
| Budberg                   | 59016 | 19.03.1858 | Landkreis, bis 1953 Kreis Soest |
| Budberg                   | 59016 | 01.07.1969 | A > Werl |
| Büderich (Westfalen)      | 59111 | 01.01.1964 | N < Ostbüderich und Westbüderich; Landkreis, bis 1953 Kreis Soest                                                                              |
| Büderich (Westfalen)      | 59111 | 01.07.1969 | A > Werl (grt) und WickedeII (Ruhr) |
| Büecke                    | 59017 | 19.03.1858 | Landkreis, bis 1953 Kreis Soest |
| Büecke                    | 59017 | 01.07.1969 | A > Möhnesee |
| Buer                      | 58005 | 19.03.1858 | Landkreis, bis 1901 Kreis Recklinghausen |
| Buer                      | 16000 | 01.02.1912 | ÄK > Stadtkreis Buer |
| Buer                      | 16000 | 01.04.1928 | A > Gelsenkirchen-Buer |
| Bühl                      | 66013 | 19.03.1858 | Landkreis, bis 1923 Kreis Siegen |
| Bühl                      | 66013 | 15.10.1952 | TA > Oberholzklau |
| Bühl                      | 66013 | 01.01.1969 | A > Freudenberg |
| Bühne                     | 62007 | 19.03.1858 | Kreis, von 1953 bis 1969 Landkreis Warburg |
| Bühne                     | 62007 | 01.01.1975 | A > Borgentreich |
| Buke                      | 56004 | 19.03.1858 | Kreis, von 1953 bis 1969 Landkreis Paderborn                                                                                                   |
| Buke                      | 56004 | 01.01.1975 | A > Altenbeken |
| Buldern                   | 43004 | 19.03.1858 | Kreis, von 1953 bis 1969 Landkreis Coesfeld |
| Buldern                   | 43004 | 01.07.1969 | E < Hiddingsel; TE < Limbergen |
| Buldern                   | 43004 | 01.01.1975 | A > Dülmen (grt) und Nottuln |
| Bulmke                    | 37013 | 19.03.1858 | Landkreis, bis 1876 Kreis Bochum |
| Bulmke                    | 71003 | 01.07.1885 | ÄK > Landkreis, bis 1897 Kreis Gelsenkirchen                                                                                                   |
| Bulmke                    | 71003 | 01.04.1903 | A > Gelsenkirchen |
| Bünde                     | 48007 | 19.03.1858 | Kreis, von 1953 bis 1969 Landkreis Herford |
| Bünde                     | 48007 | 01.01.1969 | E < Ahle, Dünne, Ennigloh, Hüffen, Hunnebrock und Werfen; TE < Bustedt, HolsenI, Muckum, Spradow und Südlengern                                |
| Bünde                     | 48007 | 01.07.2006 | TE < Hiddenhausen |
| Büngern                   | 38008 | 19.03.1858 | Landkreis, bis 1953 Kreis Borken |
| Büngern                   | 38008 | 01.08.1968 | A > Rhede |
| Burbach                   | 66014 | 19.03.1858 | Kreis, von 1923 bis 1969 Landkreis Siegen |
| Burbach                   | 66014 | 01.01.1969 | E < Gilsbach, HolzhausenV, Lippe, Lützeln, Niederdresselndorf, Oberdresselndorf, Wahlbach und Würgendorf                                       |
| Burbach                   | 85003 | 01.01.1984 | NÄK > Kreis Siegen-Wittgenstein |
| Bürbach                   | 66015 | 19.03.1858 | Landkreis, bis 1923 Kreis Siegen |
| Bürbach                   | 66015 | 01.07.1966 | A > Siegen |
| BürenI                    | 42010 | 19.03.1858 | Kreis, von 1953 bis 1969 Landkreis Büren |
| BürenI                    | 56028 | 01.01.1975 | E < Ahden, BarkhausenI, Brenken, Eickhoff, Harth, Hegensdorf, SiddinghausenI, Steinhausen, Weiberg, Weine und Wewelsburg; ÄK > Kreis Paderborn |
| BürenII                   | 43005 | 19.03.1858 | Landkreis, bis 1953 Kreis Coesfeld |
| BürenII                   | 43005 | 01.07.1969 | A > Gescher |
| Burgaltendorf             |       |            | → AltendorfI |
| Burgholdinghausen         | 66016 | 19.03.1858 | Landkreis, bis 1923 Kreis Siegen |
| Burgholdinghausen         | 66016 | 01.01.1969 | A > Kreuztal |
| Burgsteinfurt             | 60003 | 19.03.1858 | Kreis, von 1953 bis 1969 Landkreis Steinfurt                                                                                                   |
| Burgsteinfurt             | 60003 | 01.04.1939 | E < Hollich, Sellen und Veltrup |
| Burgsteinfurt             | 60003 | 01.01.1975 | A > Steinfurt |
| Burgsteinfurt, Kirchspiel |       |            | → Hollich, Sellen und Veltrup |
| Burlo                     |       |            | → Borkenwirthe-Burlo |
| Busch                     |       |            | → Dörenhagen |
| Büschergrund              | 66017 | 19.03.1858 | Landkreis, bis 1923 Kreis Siegen |
| Büschergrund              | 66017 | 01.01.1969 | A > Freudenberg |
| Buschgotthardshütten      | 66018 | 19.03.1858 | Landkreis, bis 1923 Kreis Siegen |
| Buschgotthardshütten      | 66018 | 01.04.1902 | TA > Siegen |
| Buschgotthardshütten      | 66018 | 26.06.1912 | TA > Siegen |
| Buschgotthardshütten      | 66018 | 01.04.1937 | A > Siegen und Weidenau |
| Buschhütten               | 66019 | 19.03.1858 | Landkreis, bis 1923 Kreis Siegen |
| Buschhütten               | 66019 | 01.04.1930 | TA > Kreuztal |
| Buschhütten               | 66019 | 01.01.1969 | A > Kreuztal |
| Bustedt                   | 48008 | 19.03.1858 | Landkreis, bis 1911 Kreis Herford |
| Bustedt                   | 48008 | 01.01.1969 | A > Bünde (grt) und Hiddenhausen |
| Büttendorf                | 69007 | 19.03.1858 | Kreis, von 1953 bis 1969 Landkreis Lübbecke |
| Büttendorf                | 69007 | 1925       | TA > Ahlsen-Reineberg |
| Büttendorf                | 69007 | 01.01.1973 | A > Hüllhorst |

### C
| Gemeinde                  | Nr.   | Datum      | Maßnahme; Kreiszugehörigkeit |
| ------------------------- | ----- | ---------- | --- |
| Caan und Marienborn       |       |            | → Kaan-Marienborn |
| Calenberg                 | 62008 | 19.03.1858 | Kreis, von 1953 bis 1969 Landkreis Warburg |
| Calenberg                 | 62008 | 01.01.1975 | A > Warburg |
| Calle                     | 70004 | 19.03.1858 | Kreis, von 1953 bis 1969 Landkreis Meschede |
| Calle                     | 70004 | 01.01.1975 | A > Meschede |
| Calle (im Kreis Iserlohn) |       |            | → Kalle |
| Callenhardt               |       |            | → Kallenhardt |
| Canstein                  | 40014 | 19.03.1858 | Kreis, von 1953 bis 1969 Landkreis Brilon |
| Canstein                  | 40014 | 01.01.1975 | A > Marsberg |
| Capelle                   | 52005 | 19.03.1858 | Kreis, von 1953 bis 1969 Landkreis Lüdinghausen |
| Capelle                   | 52005 | 01.01.1975 | A > Nordkirchen |
| CappelI                   | 77015 | 21.01.1947 | B; Landkreis, ab dem 01.10.1969 Kreis Detmold |
| CappelI                   | 77015 | 01.01.1970 | A > Blomberg (grt) und Detmold |
| Cappel bei LippstadtII    | 77016 | 21.01.1947 | B; Landkreis Detmold |
| Cappel bei LippstadtII    | 51064 | 01.10.1949 | ÄK > Landkreis, ab 1969 Kreis Lippstadt |
| Cappel bei LippstadtII    | 51064 | 01.04.1955 | TE < Lippstadt |
| Cappel bei LippstadtII    | 51064 | 01.01.1975 | A > Lippstadt |
| Castrop                   | 44018 | 19.03.1858 | Landkreis, bis 1875 Kreis Dortmund |
| Castrop                   | 44018 | 01.04.1902 | E < Behringhausen und Obercastrop |
| Castrop                   | 44018 | 01.04.1926 | A > Castrop-Rauxel (grt) und Gerthe |
| Castrop-Rauxel            | 44096 | 01.04.1926 | N < Bladenhorst (t), BövinghausenI bei Castrop (t), Castrop (t), Deininghausen (t), Dingen (t), Frohlinde (t), Habinghorst, Ickern, Merklinde und Rauxel; Landkreis Dortmund |
| Castrop-Rauxel            | 24000 | 01.04.1928 | E < Deininghausen; TE < HolthausenII bei Castrop; TA > Herne; ÄK > Stadtkreis, ab 1953 kreisfreie Stadt Castrop-Rauxel                                                       |
| Castrop-Rauxel            | 24000 | 01.08.1929 | TA > Bochum |
| Castrop-Rauxel            | 58034 | 01.01.1975 | E < Henrichenburg; ÄK > Kreis Recklinghausen |
| Casum                     | 46007 | 19.03.1858 | Landkreis, bis 1953 Kreis Halle (Westfalen) |
| Casum                     | 46007 | 01.07.1969 | A > Borgholzhausen |
| Clafeld und Geisweid      |       |            | → Geisweid |
| Clarholz                  | 64005 | 19.03.1858 | Landkreis, bis 1953 Kreis Wiedenbrück |
| Clarholz                  | 64005 | 01.01.1970 | A > Herzebrock (grt) und Oelde |
| Cleve                     | 46008 | 19.03.1858 | Landkreis, bis 1953 Kreis Halle (Westfalen) |
| Cleve                     | 46008 | 01.07.1969 | A > Borgholzhausen |
| Clieve                    |       |            | → Klieve |
| Cobbenrode                | 70005 | 19.03.1858 | Landkreis, bis 1953 Kreis Meschede |
| Cobbenrode                | 70005 | 10.11.1888 | TE < Wormbach |
| Cobbenrode                | 70005 | ca. 1890   | TE < Eslohe |
| Cobbenrode                | 70005 | ?          | NÄ > Cobbenrode (Sauerland) |
| Cobbenrode (Sauerland)    | 70005 | ?          | NÄ < Cobbenrode; Kreis, von 1953 bis 1969 Landkreis Meschede |
| Cobbenrode (Sauerland)    | 70005 | 01.01.1975 | A > Eslohe (Sauerland) |
| Coesfeld                  | 43007 | 19.03.1858 | Kreis, von 1953 bis 1969 Landkreis Coesfeld |
| Coesfeld                  | 43007 | 01.04.1931 | TE < Kirchspiel Coesfeld |
| Coesfeld                  | 43007 | 31.12.1961 | TA > Kirchspiel Coesfeld |
| Coesfeld                  | 43007 | 01.07.1969 | E < Kirchspiel Coesfeld |
| Coesfeld                  | 43007 | 01.01.1975 | E < LetteI; TE < BillerbeckI (aus dem Kirchspiel Billerbeck) und Darup |
| Coesfeld, Kirchspiel      |       |            | → Kirchspiel Coesfeld |
| Collerbeck                |       |            | → Kollerbeck |
| Cörne                     |       |            | → Körne |
| Costedt                   | 54006 | 19.03.1858 | Kreis, von 1953 bis 1969 Landkreis Minden |
| Costedt                   | 54006 | 01.01.1973 | A > Porta Westfalica |
| Courl                     | 44019 | 19.03.1858 | Landkreis, bis 1875 Kreis Dortmund |
| Courl                     | 44019 | 02.09.1915 | NÄ > Kurl |
| Crange                    | 37014 | 19.03.1858 | Landkreis, bis 1876 Kreis Bochum |
| Crange                    | 71004 | 01.07.1885 | ÄK > Landkreis, bis 1897 Kreis Gelsenkirchen |
| Crange                    | 71004 | 28.10.1906 | A > Wanne |
| Crombach                  |       |            | → Krombach |

### D
| Gemeinde                  | Nr.   | Datum      | Maßnahme; Kreiszugehörigkeit |
| ------------------------- | ----- | ---------- | --- |
| Dackmar                   | 63002 | 19.03.1858 | Landkreis, bis 1953 Kreis Warendorf |
| Dackmar                   | 63002 | 01.07.1969 | A > Sassenberg (grt) und Warendorf |
| DahlI                     | 45007 | 19.03.1858 | Landkreis, bis 1887 Kreis Hagen |
| DahlI                     | 75008 | 01.08.1929 | ÄK > Ennepe-Ruhrkreis |
| DahlI                     | 75008 | ca. 1946   | NÄK > Ennepe-Ruhr-Kreis |
| DahlI                     | 75008 | 01.01.1970 | A > Breckerfeld (grt) und HagenII |
| DahlII                    | 56005 | 19.03.1858 | Kreis, von 1953 bis 1969 Landkreis Paderborn |
| DahlII                    | 56005 | 01.01.1975 | A > Paderborn |
| Dahlbruch                 | 66020 | 19.03.1858 | Landkreis, bis 1923 Kreis Siegen |
| Dahlbruch                 | 66020 | 27.08.1901 | E < Hillnhütten |
| Dahlbruch                 | 66020 | 01.01.1969 | A > Hilchenbach (grt) und Kreuztal |
| Dahle                     | 32002 | 19.03.1858 | Landkreis, bis 1953 Kreis Altena |
| Dahle                     | 32002 | 01.01.1969 | A > Altena |
| Dahlhausen                | 37015 | 19.03.1858 | Landkreis, bis 1876 Kreis Bochum |
| Dahlhausen                | 72006 | 01.07.1885 | ÄK > Kreis Hattingen |
| Dahlhausen                | 72006 | 1921       | A > Linden-Dahlhausen |
| Dalborn                   | 77017 | 21.01.1947 | B; Landkreis, ab dem 01.10.1969 Kreis Detmold |
| Dalborn                   | 77017 | 01.01.1970 | A > Blomberg |
| Dalhausen                 | 49019 | 19.03.1858 | Landkreis, bis 1953 und ab dem 01.10.1969 Kreis Höxter |
| Dalhausen                 | 49019 | 01.01.1970 | A > Beverungen |
| DalheimI                  | 42055 | 10.08.1952 | N < Dalheim-Blankenrode (t); Kreis, bis 1969 Landkreis Büren |
| DalheimI                  | 42055 | 01.01.1975 | A > Lichtenau (grt), Marsberg und Wünnenberg |
| DalheimII                 | 62009 | 19.03.1858 | Kreis, von 1953 bis 1969 Landkreis Warburg |
| DalheimII                 | 62009 | 01.01.1975 | A > Warburg |
| Dalheim-Blankenrode       | 42011 | 19.03.1858 | Landkreis, bis 1953 Kreis Büren |
| Dalheim-Blankenrode       | 42011 | 10.08.1952 | A > Blankenrode, DalheimI und Elisenhof |
| Dankersen                 | 54007 | 19.03.1858 | Kreis, von 1953 bis 1969 Landkreis Minden |
| Dankersen                 | 54007 | 01.01.1973 | A > Minden |
| Darfeld                   | 43008 | 19.03.1858 | Landkreis, bis 1953 Kreis Coesfeld |
| Darfeld                   | 43008 | 01.07.1969 | A > Rosendahl |
| Darup                     | 43009 | 19.03.1858 | Kreis, von 1953 bis 1969 Landkreis Coesfeld |
| Darup                     | 43009 | ca. 1890   | TA > Rorup |
| Darup                     | 43009 | 01.01.1975 | A > Coesfeld, Dülmen und Nottuln (grt) |
| Daseburg                  | 62010 | 19.03.1858 | Kreis, von 1953 bis 1969 Landkreis Warburg |
| Daseburg                  | 62010 | 01.01.1975 | A > Warburg |
| Datteln                   | 58006 | 19.03.1858 | Kreis, von 1901 bis 1969 Landkreis Recklinghausen |
| Datteln                   | 58006 | 01.04.1926 | TA > Oer-Erkenschwick |
| Datteln                   | 58006 | 01.01.1975 | E < Ahsen und Horneburg |
| Davensberg                |       |            | → Ascheberg |
| Dedinghausen              | 51011 | 19.03.1858 | Kreis, von 1953 bis 1969 Landkreis Lippstadt |
| Dedinghausen              | 51011 | ca. 1895   | TE < Rixbeck |
| Dedinghausen              | 51011 | 01.01.1975 | A > Lippstadt |
| Dehlentrup                | 77018 | 21.01.1947 | B; Landkreis, ab dem 01.10.1969 Kreis Detmold |
| Dehlentrup                | 77018 | 01.01.1970 | A > Detmold (als Stadtteil Klüt) |
| Dehme                     | 54008 | 19.03.1858 | Kreis, von 1953 bis 1969 Landkreis Minden |
| Dehme                     | 54008 | 16.03.1912 | TE < Eidinghausen |
| Dehme                     | 54008 | 01.10.1966 | TE < Eidinghausen |
| Dehme                     | 54008 | 01.01.1973 | A > Bad Oeynhausen |
| Deifeld                   | 40015 | 19.03.1858 | Landkreis, bis 1953 Kreis Brilon |
| Deifeld                   | 40015 | 01.07.1969 | A > Medebach |
| Deilinghofen              | 50005 | 19.03.1858 | Kreis, von 1953 bis 1969 Landkreis Iserlohn |
| Deilinghofen              | 50005 | 01.04.1929 | E < BrockhausenI |
| Deilinghofen              | 50005 | 01.01.1975 | A > Hemer |
| Deininghausen             | 44020 | 19.03.1858 | Landkreis, bis 1875 Kreis Dortmund |
| Deininghausen             | 44020 | 01.04.1926 | TA > Castrop-Rauxel |
| Deininghausen             | 44020 | 01.04.1928 | A > Castrop-Rauxel |
| Deiringsen                | 59018 | 19.03.1858 | Landkreis, bis 1953 Kreis Soest |
| Deiringsen                | 59018 | 01.07.1969 | A > Soest |
| Delbrück                  | 56006 | 19.03.1858 | Kreis, von 1953 bis 1969 Landkreis Paderborn |
| Delbrück                  | 56006 | 01.08.1964 | E < Dorfbauerschaft |
| Delbrück                  | 56006 | 01.07.1966 | TA > HagenIII |
| Delbrück                  | 56006 | 01.01.1975 | E < Anreppen, Bentfeld, Boke, HagenIII und Westerloh; TE < Ostenland und Westenholz |
| Delecke                   | 59019 | 19.03.1858 | Landkreis, bis 1953 Kreis Soest |
| Delecke                   | 59019 | 01.09.1925 | E < Kettlersteich |
| Delecke                   | 59019 | ?          | NÄ > Delecke (Möhnesee) |
| Delecke (Möhnesee)        | 59019 | ?          | NÄ < Delecke |
| Delecke (Möhnesee)        | 59019 | 01.07.1969 | A > Möhnesee; Landkreis Soest |
| Dellwig                   | 47014 | 19.03.1858 | Landkreis, bis 1901 Kreis Hamm |
| Dellwig                   | 76014 | 17.10.1930 | NÄK > Landkreis, bis 1953 Kreis Unna |
| Dellwig                   | 76014 | 01.08.1964 | A > Langschede |
| Dellwig-Holte             | 44022 | 19.03.1858 | Landkreis, bis 1875 Kreis Dortmund |
| Dellwig-Holte             | 44022 | 01.04.1907 | A > Lütgendortmund |
| Delstern                  | 45008 | 19.03.1858 | Landkreis, bis 1887 Kreis Hagen |
| Delstern                  | 45008 | 01.04.1901 | A > HagenII |
| Depenbrock                |       |            | → Gohfeld |
| Deppendorf                |       |            | → Niederdornberg-Deppendorf |
| DerneI                    | 44095 | 27.10.1923 | NÄ < Altenderne-Oberbecker; Landkreis, bis 1875 Kreis Dortmund |
| DerneI                    | 44095 | 01.04.1928 | A > Dortmund und Lünen |
| DerneII                   | 47015 | 19.03.1858 | Landkreis, bis 1901 Kreis Hamm |
| DerneII                   | 76015 | 17.10.1930 | NÄK > Landkreis, bis 1953 Kreis Unna |
| DerneII                   | 76015 | 01.01.1968 | A > Kamen |
| Destel                    | 69008 | 19.03.1858 | Kreis, von 1953 bis 1969 Landkreis Lübbecke |
| Destel                    | 69008 | 01.04.1936 | TA > Twiehausen |
| Destel                    | 69008 | 01.01.1973 | A > Espelkamp und Stemwede (grt) |
| Detmold                   | 77019 | 21.01.1947 | B; Kreis, bis 1969 Landkreis Detmold |
| Detmold                   | 77019 | 01.01.1970 | E < BarkhausenIII, Berlebeck, Brokhausen, Dehlentrup (als Stadtteil Klüt), Hakedahl, Heidenoldendorf, Heiligenkirchen, Hiddesen, Hornoldendorf, Jerxen-Orbke, Leistrup-Meiersfeld (als Stadtteil Diestelbruch), Loßbruch, Mosebeck, Niederschönhagen, NienhagenI, Niewald, Oettern-Bremke, PivitsheideI Vogtei Horn, Remmighausen, Spork-Eichholz und VahlhausenI bei Detmold; TE < Bentrup, CappelI, Oberschönhagen, PivitsheideII Vogtei Lage und Schönemark |
| Detmold                   | 81005 | 01.01.1973 | ÄK > Kreis Lippe |
| Deusen                    | 44023 | 19.03.1858 | Landkreis, bis 1875 Kreis Dortmund |
| Deusen                    | 44023 | 10.06.1914 | A > Dortmund |
| Deuz                      | 66021 | 19.03.1858 | Landkreis, bis 1923 Kreis Siegen |
| Deuz                      | 66021 | 01.01.1969 | A > Netphen |
| Diebrock                  | 48009 | 19.03.1858 | Landkreis, bis 1911 Kreis Herford |
| Diebrock                  | 48009 | 01.01.1969 | A > Herford |
| Diedenshausen             | 65014 | 19.03.1858 | Kreis, von 1953 bis 1969 Landkreis Wittgenstein |
| Diedenshausen             | 65014 | 01.01.1965 | TE < Gutsbezirk Sayn-Wittgenstein-Berleburg |
| Diedenshausen             | 65014 | 01.01.1975 | A > Bad Berleburg |
| Dielingen                 | 69009 | 19.03.1858 | Kreis, von 1953 bis 1969 Landkreis Lübbecke |
| Dielingen                 | 69009 | 01.01.1973 | A > Stemwede |
| Diestedde                 | 34006 | 19.03.1858 | Kreis, von 1953 bis 1969 Landkreis Beckum |
| Diestedde                 | 34006 | 01.01.1975 | A > Wadersloh |
| Diestelbruch              |       |            | → Leistrup-Meiersfeld |
| Dillnhütten               | 66022 | 19.03.1858 | Landkreis, bis 1923 Kreis Siegen |
| Dillnhütten               | 66022 | 01.07.1966 | A > Hüttental |
| Dingden                   | 38009 | 19.03.1858 | Landkreis, bis 1953 Kreis Borken |
| Dingden                   | 38009 | 01.01.1975 | TA > Bocholt |
| Dingden                   | 38009 | 01.01.1975 | A > Hamminkeln (Kreis Wesel, Regierungsbezirk Düsseldorf, Landschaftsverband Rheinland) |
| Dingen                    | 44024 | 19.03.1858 | Landkreis, bis 1887 Kreis Dortmund |
| Dingen                    | 44024 | 01.04.1926 | A > Bodelschwingh und Castrop-Rauxel |
| Dinkelburg, Gutsbezirk    |       |            | → Gutsbezirk Dinkelburg |
| Dinker                    | 59020 | 19.03.1858 | Landkreis, bis 1953 Kreis Soest |
| Dinker                    | 59020 | 01.07.1969 | A > Welver |
| Dinschede                 | 33016 | 19.03.1858 | Kreis Arnsberg |
| Dinschede                 | 33016 | 06.05.1905 | NÄ > Oeventrop |
| Dirlenbach                | 66023 | 19.03.1858 | Landkreis, bis 1923 Kreis Siegen |
| Dirlenbach                | 66023 | 01.01.1969 | A > Freudenberg |
| Döhren                    | 54009 | 19.03.1858 | Kreis, von 1953 bis 1969 Landkreis Minden |
| Döhren                    | 54009 | 01.01.1973 | A > Petershagen |
| Dolberg                   | 34007 | 19.03.1858 | Landkreis, bis 1953 Kreis Beckum |
| Dolberg                   | 34007 | 01.07.1969 | A > Ahlen |
| Donop                     | 77020 | 21.01.1947 | B; Landkreis, ab dem 01.10.1969 Kreis Detmold |
| Donop                     | 77020 | 01.01.1970 | A > Blomberg |
| Dörenhagen                | 56007 | 19.03.1858 | Kreis, von 1953 bis 1969 Landkreis Paderborn |
| Dörenhagen                | 56007 | 01.01.1975 | A > Borchen (grt) und Paderborn |
| Dörentrup                 | 78080 | 01.01.1969 | N < Asmissen (t), Bega (t), Hillentrup (t), Humfeld (t), Lemgo (t), Lüdenhausen (t), Schwelentrup (t) und Wendlinghausen (t); Kreis, bis zum 30.09.1969 Landkreis Lemgo |
| Dörentrup                 | 81006 | 01.01.1973 | ÄK > Kreis Lippe |
| Dorfbauerschaft           | 56008 | 19.03.1858 | Landkreis, bis 1953 Kreis Paderborn |
| Dorfbauerschaft           | 56008 | 01.08.1964 | A > Delbrück |
| Dorf Epe                  | 31008 | 19.03.1858 | Kreis Ahaus |
| Dorf Epe                  | 31008 | 01.04.1934 | A > Epe |
| Dorf Fröndenberg          | 47022 | 19.03.1858 | Landkreis, bis 1901 Kreis Hamm |
| Dorf Fröndenberg          | 47022 | 01.04.1902 | A > Fröndenberg |
| Dorf Schildesche          |       |            | → Schildesche |
| Dorf Velen                |       |            | → Velen |
| Dorfwelver                | 59021 | 19.03.1858 | Landkreis, bis 1953 Kreis Soest |
| Dorfwelver                | 59021 | 01.07.1969 | A > Welver |
| Dorf Wessum               | 31025 | 19.03.1858 | Kreis Ahaus |
| Dorf Wessum               | 31025 | 01.04.1936 | A > Wessum |
| Dorlar                    | 70006 | 19.03.1858 | Kreis, von 1953 bis 1969 Landkreis Meschede |
| Dorlar                    | 70006 | 01.01.1975 | A > Schmallenberg |
| Dornseifen                |       |            | → Fellinghausen |
| Dorsten                   | 58007 | 19.03.1858 | Kreis, von 1901 bis 1969 Landkreis Recklinghausen |
| Dorsten                   | 58007 | 01.08.1929 | TE < Gahlen (Kreis Dinslaken, Regierungsbezirk Düsseldorf, Rheinprovinz) |
| Dorsten                   | 58007 | 01.04.1943 | E < Hervest und HolsterhausenII |
| Dorsten                   | 58007 | 01.01.1975 | TE < Gahlen (Kreis Dinslaken, Regierungsbezirk Düsseldorf, Landschaftsverband Rheinland) |
| Dorsten                   | 58007 | 01.01.1975 | E < Rhade und Wulfen; TE < Altendorf-Ulfkotte, Altschermbeck, Kirchhellen, Lembeck und Lippramsdorf |
| Dorsten                   | 58007 | 06.12.1975 | TA > Kirchhellen |
| Dorsten                   | 58007 | 01.07.1976 | TE < Kirchhellen |
| Dorsten                   | 58007 | 01.01.1986 | TA > Haltern |
| Dorsten, Kirchspiel       |       |            | → Altendorf-Ulfkotte |
| Dorstfeld                 | 44025 | 19.03.1858 | Landkreis, bis 1887 Kreis Dortmund |
| Dorstfeld                 | 44025 | 10.06.1914 | A > Dortmund |
| Dortmund                  | 44026 | 19.03.1858 | Kreis Dortmund |
| Dortmund                  | 03000 | 15.02.1875 | ÄK > kreisfreie Stadt, bis 1953 Stadtkreis Dortmund |
| Dortmund                  | 03000 | 01.04.1905 | E < Körne |
| Dortmund                  | 03000 | 10.06.1914 | E < Deusen, Dorstfeld, Eving, Huckarde, Kemminghausen, Lindenhorst, Rahm und Wischlingen |
| Dortmund                  | 03000 | 01.04.1918 | E < Brackel und Wambel |
| Dortmund                  | 03000 | 01.04.1928 | E < AsselnII, Bodelschwingh, BövinghausenII bei Lütgendortmund, Brechten, Brüninghausen, Ellinghausen, Grevel, HolthausenIII bei Brechten, Hörde, HusenII, Kirchderne, Kirchlinde, Kley, Kurl, Lanstrop, Lütgendortmund, Marten, Mengede, Nette, Öspel (als Stadtteil Oespel), Westerfilde und WickedeI; TE < DerneI |
| Dortmund                  | 03000 | 01.08.1929 | E < Aplerbeck, Barop, Berghofen, Kirchhörde, Schüren, Syburg und Wellinghofen; TE < Annen, Bochum, Sölde und Somborn |
| Dortmund                  | 03000 | 01.07.1950 | GA < > Lünen |
| Dortmund                  | 03000 | 01.01.1975 | TE < Garenfeld, HolzenII (bei Schwerte), Lichtendorf und Westhofen; TA > HagenII und Schwerte |
| Dössel                    | 62011 | 19.03.1858 | Kreis, von 1953 bis 1969 Landkreis Warburg |
| Dössel                    | 62011 | 01.01.1975 | A > Warburg |
| Dotzlar                   | 65015 | 19.03.1858 | Kreis, von 1953 bis 1969 Landkreis Wittgenstein |
| Dotzlar                   | 65015 | ca. 1929   | TE < Gutsbezirk Sayn-Wittgenstein-Berleburg |
| Dotzlar                   | 65015 | 01.01.1975 | A > Bad Berleburg |
| Drankhausen               | 62012 | 19.03.1858 | Kreis, von 1953 bis 1969 Landkreis Warburg |
| Drankhausen               | 62012 | 01.01.1975 | A > Borgentreich |
| Dreierwalde               | 61003 | 19.03.1858 | Kreis, von 1953 bis 1969 Landkreis Tecklenburg |
| Dreierwalde               | 61003 | 01.04.1932 | TE < Hörstel |
| Dreierwalde               | 61003 | 01.01.1975 | A > Hörstel |
| Dreis-Tiefenbach          | 66024 | 19.03.1858 | Landkreis, bis 1923 Kreis Siegen |
| Dreis-Tiefenbach          | 66024 | 01.01.1969 | A > Netphen |
| Dreisbach                 |       |            | → Dreis-Tiefenbach |
| Dreislar                  | 40016 | 19.03.1858 | Landkreis, bis 1953 Kreis Brilon |
| Dreislar                  | 40016 | 01.07.1969 | A > Medebach |
| Drenke                    | 49020 | 19.03.1858 | Landkreis, bis 1953 und ab dem 01.10.1969 Kreis Höxter |
| Drenke                    | 49020 | 01.01.1970 | A > Beverungen |
| Drensteinfurt             | 52007 | 19.03.1858 | Kreis, von 1953 bis 1969 Landkreis Lüdinghausen |
| Drensteinfurt             | 52007 | 01.07.1969 | E < Kirchspiel Drensteinfurt und Walstedde |
| Drensteinfurt             | 63025 | 01.01.1975 | TE < Rinkerode; ÄK > Kreis Warendorf |
| Drensteinfurt, Kirchspiel |       |            | → Kirchspiel Drensteinfurt |
| Drewer                    | 51012 | 19.03.1858 | Kreis, von 1953 bis 1969 Landkreis Lippstadt |
| Drewer                    | 51012 | 01.01.1975 | A > Rüthen (grt) und Warstein |
| Dreyen                    | 48010 | 19.03.1858 | Landkreis, bis 1911 Kreis Herford |
| Dreyen                    | 48010 | 01.01.1969 | A > Enger |
| Driburg (Westfalen)       | 49021 | 19.03.1858 | Kreis Höxter |
| Driburg (Westfalen)       | 49021 | 1919       | NÄ > Bad Driburg |
| Dringenberg               | 62013 | 19.03.1858 | Kreis, von 1953 bis 1969 Landkreis Warburg |
| Dringenberg               | 62013 | 01.01.1975 | A > Bad Driburg |
| Drohne                    | 69010 | 19.03.1858 | Kreis, von 1953 bis 1969 Landkreis Lübbecke |
| Drohne                    | 69010 | 01.01.1973 | A > Stemwede |
| Drolshagen                | 68004 | 19.03.1858 | Kreis, von 1953 bis 1969 Landkreis Olpe |
| Drolshagen                | 68004 | 01.07.1969 | TE < Lieberhausen (Regierungsbezirk Köln, Oberbergischer Kreis) |
| Drolshagen                | 68004 | 01.07.1969 | E < Drolshagen-Land; TE < Rhode |
| Drolshagen-Land           | 68003 | 19.03.1858 | Landkreis, bis 1953 Kreis Olpe |
| Drolshagen-Land           | 68003 | 01.01.1959 | TE < Lieberhausen (Oberbergischer Kreis, Regierungsbezirk Köln, Landschaftsverband Rheinland) |
| Drolshagen-Land           | 68003 | 01.07.1969 | TA > Lieberhausen (Oberbergischer Kreis, Regierungsbezirk Köln, Landschaftsverband Rheinland) |
| Drolshagen-Land           | 68003 | 01.07.1969 | A > Drolshagen |
| Dröschede                 |       |            | → Oestrich, Kreis Iserlohn |
| Druffel                   | 64006 | 19.03.1858 | Landkreis, bis 1953 Kreis Wiedenbrück |
| Druffel                   | 64006 | 01.04.1956 | GA < > Rietberg |
| Druffel                   | 64006 | 01.01.1970 | A > Rietberg |
| Drüggelte                 |       |            | → Delecke |
| Düdinghausen              | 40017 | 19.03.1858 | Landkreis, bis 1953 Kreis Brilon |
| Düdinghausen              | 40017 | 01.07.1969 | A > Medebach |
| Dülmen                    | 43011 | 19.03.1858 | Kreis, von 1953 bis 1969 Landkreis Coesfeld |
| Dülmen                    | 43011 | 01.04.1929 | TE < Kirchspiel Dülmen und Hausdülmen |
| Dülmen                    | 43011 | 01.04.1940 | GA < > Kirchspiel Dülmen |
| Dülmen                    | 43011 | 01.01.1975 | E < Merfeld und Rorup; TE < Buldern, Darup, Kirchspiel Dülmen, Kirchspiel Haltern und Limbergen |
| Dülmen, Kirchspiel        |       |            | → Kirchspiel Dülmen |
| Dumberg                   | 37016 | 19.03.1858 | Landkreis, bis 1876 Kreis Bochum |
| Dumberg                   | 72007 | 01.07.1885 | ÄK > Kreis Hattingen |
| Dumberg                   | 72007 | 01.04.1926 | A > Winz |
| Dünne                     | 48011 | 19.03.1858 | Landkreis, bis 1911 Kreis Herford |
| Dünne                     | 48011 | ca. 1870   | TA > Bieren |
| Dünne                     | 48011 | 01.01.1969 | A > Bünde |
| Durchholz                 | 37017 | 19.03.1858 | Landkreis, bis 1876 Kreis Bochum |
| Durchholz                 | 72008 | 01.07.1885 | ÄK > Kreis Hattingen |
| Durchholz                 | 72008 | 01.04.1926 | A > Herbede |
| Düren                     | 37018 | 19.03.1858 | Landkreis, bis 1876 Kreis Bochum |
| Düren                     | 37018 | 01.08.1929 | A > Witten |
| Düttingdorf               |       |            | → Bardüttingdorf |
| Dützen                    | 54010 | 19.03.1858 | Kreis, von 1953 bis 1969 Landkreis Minden |
| Dützen                    | 54010 | 01.01.1973 | A > Minden |

### E
| Gemeinde                | Nr.   | Datum      | Maßnahme; Kreiszugehörigkeit |
| ----------------------- | ----- | ---------- | --- |
| Ebbesloh                | 35007 | 19.03.1858 | Landkreis, bis 1878 und ab 1969 Kreis Bielefeld |
| Ebbesloh                | 35007 | 01.01.1970 | A > Gütersloh |
| EbbinghausenI           | 42012 | 19.03.1858 | Kreis, von 1953 bis 1969 Landkreis Büren |
| EbbinghausenI           | 42012 | 01.01.1975 | A > Lichtenau |
| EbbinghausenII          | 51013 | 19.03.1858 | Kreis, von 1953 bis 1969 Landkreis Lippstadt |
| EbbinghausenII          | 51013 | 01.01.1975 | A > Erwitte |
| Echthausen              | 33017 | 19.03.1858 | Landkreis, bis 1953 Kreis Arnsberg |
| Echthausen              | 33017 | 01.07.1969 | A > WickedeII (Ruhr) |
| Echtrop                 | 59022 | 19.03.1858 | Landkreis, bis 1953 Kreis Soest |
| Echtrop                 | 59022 | 01.07.1969 | A > Möhnesee |
| Eckesey                 | 45009 | 19.03.1858 | Landkreis, bis 1887 Kreis Hagen |
| Eckesey                 | 45009 | 01.04.1901 | A > HagenII |
| Eckmannshausen          | 66025 | 19.03.1858 | Landkreis, bis 1923 Kreis Siegen |
| Eckmannshausen          | 66025 | 01.01.1969 | A > Netphen |
| Effeln                  | 51014 | 19.03.1858 | Kreis, von 1953 bis 1969 Landkreis Lippstadt |
| Effeln                  | 51014 | 01.01.1975 | A > Anröchte (grt), Lippstadt und Rüthen |
| Eggeberg                | 46009 | 19.03.1858 | Landkreis, bis 1953 Kreis Halle (Westfalen) |
| Eggeberg                | 46009 | 01.07.1969 | A > Halle (Westfalen) |
| Eggeringhausen          |       |            | → Dörenhagen |
| Eggerode                | 31007 | 19.03.1858 | Landkreis, bis 1953 Kreis Ahaus |
| Eggerode                | 31007 | 01.07.1969 | A > Schöppingen |
| Ehningsen               | 59023 | 19.03.1858 | Landkreis, bis 1953 Kreis Soest |
| Ehningsen               | 59023 | 01.07.1969 | A > Welver |
| Ehrentrup               | 77021 | 21.01.1947 | B; Landkreis, ab dem 01.10.1969 Kreis Detmold |
| Ehrentrup               | 77021 | 01.01.1970 | A > Lage |
| Ehringhausen            | 51015 | 19.03.1858 | Kreis, von 1953 bis 1969 Landkreis Lippstadt |
| Ehringhausen            | 51015 | 01.01.1975 | A > Geseke |
| Ehrsen-Breden           | 78020 | 21.01.1947 | B; Landkreis Lemgo |
| Ehrsen-Breden           | 78020 | 19.12.1950 | TA > Schötmar |
| Ehrsen-Breden           | 78020 | 19.12.1956 | TA > Schötmar |
| Ehrsen-Breden           | 78020 | 01.01.1969 | A > Bad Salzuflen |
| Eiberg                  | 37019 | 19.03.1858 | Landkreis, bis 1876 Kreis Bochum |
| Eiberg                  | 72009 | 01.07.1885 | ÄK > Kreis Hattingen |
| Eiberg                  | 72009 | 01.04.1919 | A > Königssteele |
| Eichen                  | 66026 | 19.03.1858 | Landkreis, bis 1923 Kreis Siegen |
| Eichen                  | 66026 | 01.12.1960 | E < Bockenbach und Stendenbach |
| Eichen                  | 66026 | 01.07.1964 | GA < > Krombach |
| Eichen                  | 66026 | 01.01.1969 | A > Kreuztal |
| Eichholz                |       |            | → Vordereichholz |
| Eichlinghofen           | 44027 | 19.03.1858 | Landkreis, bis 1875 Kreis Dortmund |
| Eichlinghofen           | 73005 | 01.04.1887 | ÄK > Landkreis Hörde |
| Eichlinghofen           | 73005 | 1921       | A > Barop |
| Eickel                  | 37020 | 19.03.1858 | Landkreis, bis 1876 Kreis Bochum |
| Eickel                  | 71005 | 01.07.1885 | ÄK > Landkreis, bis 1997 Kreis Gelsenkirchen |
| Eickel                  | 71005 | 01.04.1910 | E < HolsterhausenI |
| Eickel                  | 71005 | 01.04.1926 | A > Bochum, Herne und Wanne-Eickel (grt) |
| Eickelborn              | 59024 | 19.03.1858 | Kreis, von 1953 bis 1969 Landkreis Soest |
| Eickelborn              | 59024 | 01.01.1975 | A > Bad Sassendorf, Lippetal und Lippstadt (grt) |
| Eickhoff                | 42013 | 19.03.1858 | Kreis, von 1953 bis 1969 Landkreis Büren |
| Eickhoff                | 42013 | 01.01.1975 | A > BürenI |
| Eickhorst               | 54011 | 19.03.1858 | Kreis, von 1953 bis 1969 Landkreis Minden |
| Eickhorst               | 54011 | 01.01.1973 | A > Hille |
| Eickum                  | 48012 | 19.03.1858 | Landkreis, bis 1911 Kreis Herford |
| Eickum                  | 48012 | 01.01.1969 | A > Herford |
| Eidinghausen            | 54012 | 19.03.1858 | Kreis, von 1953 bis 1969 Landkreis Minden |
| Eidinghausen            | 54012 | 16.03.1912 | TA > Dehme |
| Eidinghausen            | 54012 | 01.10.1966 | TA > Dehme |
| Eidinghausen            | 54012 | 01.01.1973 | A > Bad Oeynhausen |
| Eikeloh                 | 51016 | 19.03.1858 | Kreis, von 1953 bis 1969 Landkreis Lippstadt |
| Eikeloh                 | 51016 | 01.01.1975 | A > Erwitte (grt) und Geseke |
| Eilhausen               | 69011 | 19.03.1858 | Kreis, von 1953 bis 1969 Landkreis Lübbecke |
| Eilhausen               | 69011 | 1867       | TE < Gehlenbeck |
| Eilhausen               | 69011 | 01.01.1973 | A > Lübbecke |
| Eilmsen                 | 59109 | 1920       | N < Vellinghausen (t); Landkreis, bis 1953 Kreis Soest |
| Eilmsen                 | 59109 | 01.07.1969 | A > UentropII und Welver (grt) |
| Eilpe                   | 45010 | 19.03.1858 | Landkreis, bis 1887 Kreis Hagen |
| Eilpe                   | 45010 | 01.01.1876 | A > HagenII |
| Eilshausen              | 48013 | 19.03.1858 | Landkreis, bis 1911 Kreis Herford |
| Eilshausen              | 48013 | 01.04.1939 | GA < > Lippinghausen |
| Eilshausen              | 48013 | 01.01.1969 | A > Hiddenhausen |
| Eilversen               | 49022 | 19.03.1858 | Landkreis, bis 1953 und ab dem 01.10.1969 Kreis Höxter |
| Eilversen               | 49022 | 01.01.1970 | A > Marienmünster |
| Einecke                 | 59025 | 19.03.1858 | Landkreis, bis 1953 Kreis Soest |
| Einecke                 | 59025 | 01.07.1969 | A > Welver |
| Eineckerholsen          | 59026 | 19.03.1858 | Landkreis, bis 1953 Kreis Soest |
| Eineckerholsen          | 59026 | 01.07.1969 | A > Welver |
| Einen                   | 63003 | 19.03.1858 | Kreis, von 1953 bis 1969 Landkreis Warendorf |
| Einen                   | 63003 | 01.01.1975 | A > Telgte und Warendorf (grt) |
| Eininghausen            |       |            | → Börninghausen |
| Eisbergen               | 54013 | 19.03.1858 | Kreis, von 1953 bis 1969 Landkreis Minden |
| Eisbergen               | 54013 | 14.10.1886 | TA > Lohfeld |
| Eisbergen               | 54013 | 01.01.1973 | A > Porta Westfalica |
| Eisborn                 | 33018 | 19.03.1858 | Kreis, von 1953 bis 1969 Landkreis Arnsberg |
| Eisborn                 | 33018 | 1931       | TA > Volkringhausen |
| Eisborn                 | 33018 | 01.01.1975 | A > Balve |
| Eiserfeld               | 66027 | 19.03.1858 | Kreis, von 1953 bis 1969 Landkreis Siegen |
| Eiserfeld               | 66027 | 01.07.1966 | E < Eisern, Gosenbach, Niederschelden und Oberschelden |
| Eiserfeld               | 66027 | 01.01.1975 | A > Siegen |
| Eisern                  | 66028 | 19.03.1858 | Landkreis, bis 1923 Kreis Siegen |
| Eisern                  | 66028 | 01.07.1966 | A > Eiserfeld |
| Eissen                  | 62014 | 19.03.1858 | Kreis, von 1953 bis 1969 Landkreis Warburg |
| Eissen                  | 62014 | 01.01.1975 | A > Willebadessen |
| Elbrinxen               | 77022 | 21.01.1947 | B; Landkreis, ab dem 01.10.1969 Kreis Detmold |
| Elbrinxen               | 77022 | 01.01.1970 | A > Lügde |
| Eldagsen                | 54014 | 19.03.1858 | Kreis, von 1953 bis 1969 Landkreis Minden |
| Eldagsen                | 54014 | 01.01.1973 | A > Petershagen |
| Elfsen                  | 59027 | 19.03.1858 | Landkreis, bis 1953 Kreis Soest |
| Elfsen                  | 59027 | 01.07.1969 | A > Bad Sassendorf (grt) und Soest |
| Elisenhof               | 42056 | 10.08.1952 | N < Dalheim-Blankenrode (t); Kreis, bis 1969 Landkreis Büren |
| Elisenhof               | 42056 | 01.01.1975 | A > Lichtenau und Wünnenberg (grt) |
| Elkeringhausen          | 40018 | 19.03.1858 | Kreis, von 1953 bis 1969 Landkreis Brilon |
| Elkeringhausen          | 40018 | 01.01.1975 | A > Winterberg |
| Ellerburg, Gutsbezirk   |       |            | → Gutsbezirk Ellerburg |
| Elleringhausen          | 40019 | 19.03.1858 | Kreis, von 1953 bis 1969 Landkreis Brilon |
| Elleringhausen          | 40019 | 01.01.1975 | A > Olsberg |
| Ellinghausen            | 44028 | 19.03.1858 | Landkreis, bis 1875 Kreis Dortmund |
| Ellinghausen            | 44028 | 01.04.1928 | A > Dortmund |
| Ellingsen               | 59028 | 19.03.1858 | Landkreis, bis 1953 Kreis Soest |
| Ellingsen               | 59028 | 01.07.1969 | A > Möhnesee |
| Elpe                    | 40020 | 19.03.1858 | Kreis, von 1953 bis 1969 Landkreis Brilon |
| Elpe                    | 40020 | 01.01.1975 | A > Bestwig und Olsberg (grt) |
| Elsen                   | 56009 | 19.03.1858 | Kreis, von 1953 bis 1969 Landkreis Paderborn |
| Elsen                   | 56009 | 1896       | GA < > Neuhaus und Sande |
| Elsen                   | 56009 | 01.01.1975 | A > Paderborn |
| Elsey                   | 50006 | 19.03.1858 | Landkreis, bis 1907 Kreis Iserlohn |
| Elsey                   | 50006 | 01.04.1902 | A > Hohenlimburg |
| Elsoff                  | 65016 | 19.03.1858 | Kreis, von 1953 bis 1969 Landkreis Wittgenstein |
| Elsoff                  | 65016 | ca. 1929   | TE < Gutsbezirk Sayn-Wittgenstein-Hohenstein |
| Elsoff                  | 65016 | 01.01.1975 | A > Bad Berleburg |
| Elspe                   | 68005 | 19.03.1858 | Landkreis, bis 1953 Kreis Olpe |
| Elspe                   | 68005 | 01.07.1969 | A > Lennestadt |
| Elte                    | 60004 | 19.03.1858 | Kreis, von 1953 bis 1969 Landkreis Steinfurt |
| Elte                    | 60004 | 01.01.1975 | A > Hörstel und Rheine (grt) |
| Elverdissen             | 48014 | 19.03.1858 | Landkreis, bis 1911 Kreis Herford |
| Elverdissen             | 48014 | 01.01.1969 | A > Herford |
| Emsdetten               | 60005 | 19.03.1858 | Kreis, von 1953 bis 1969 Landkreis Steinfurt |
| Emsdetten               | 60005 | 01.07.1969 | E < Hembergen |
| Emsdetten               | 60005 | 01.01.1975 | TE < Greven, Mesum, Rheine links der Ems und Saerbeck; TA > Rheine |
| Ende                    | 45011 | 19.03.1858 | Landkreis, bis 1887 Kreis Hagen |
| Ende                    | 75009 | 01.08.1929 | ÄK > Ennepe-Ruhrkreis |
| Ende                    | 75009 | ca. 1946   | NÄK > Ennepe-Ruhr-Kreis |
| Ende                    | 75009 | 13.03.1939 | A > Herdecke |
| Endorf                  | 33019 | 19.03.1858 | Kreis, von 1953 bis 1969 Landkreis Arnsberg |
| Endorf                  | 33019 | 01.04.1930 | TA > SundernI |
| Endorf                  | 33019 | 01.01.1975 | A > Finnentrop und SundernI (Sauerland) (grt) |
| Engar                   | 62015 | 19.03.1858 | Kreis, von 1953 bis 1969 Landkreis Warburg |
| Engar                   | 62015 | 01.01.1975 | A > Willebadessen |
| Enger                   | 48015 | 19.03.1858 | Kreis, von 1911 bis 1969 Landkreis Herford |
| Enger                   | 48015 | 01.01.1969 | E < Belke-Steinbeck, Besenkamp, Dreyen, Oldinghausen, Pödinghausen, Siele und Westerenger; TE < HerringhausenI |
| Engershausen            | 69012 | 19.03.1858 | Kreis, von 1953 bis 1969 Landkreis Lübbecke |
| Engershausen            | 69012 | 01.01.1973 | A > Preußisch Oldendorf |
| Enkesen bei Paradiese   | 59029 | 19.03.1858 | Landkreis, bis 1953 Kreis Soest |
| Enkesen bei Paradiese   | 59029 | 01.07.1969 | A > Soest |
| Enkesen im Klei         | 59030 | 19.03.1858 | Landkreis, bis 1953 Kreis Soest |
| Enkesen im Klei         | 59030 | 01.07.1969 | A > Bad Sassendorf |
| Enkhausen               | 33020 | 19.03.1858 | Kreis, von 1953 bis 1969 Landkreis Arnsberg |
| Enkhausen               | 33020 | 01.01.1975 | A > SundernI (Sauerland) |
| Ennepetal               | 75038 | 01.04.1949 | N < Milspe und Voerde; Ennepe-Ruhr-Kreis |
| Ennepetal               | 75038 | 01.01.1970 | TA > HagenII |
| Ennepetal               | 75038 | 01.01.1975 | TA > HagenII |
| Enniger                 | 34008 | 19.03.1858 | Kreis, von 1953 bis 1969 Landkreis Beckum |
| Enniger                 | 34008 | 01.01.1975 | A > Ennigerloh |
| Ennigerloh              | 34009 | 19.03.1858 | Kreis, von 1953 bis 1969 Landkreis Beckum |
| Ennigerloh              | 34009 | 01.04.1899 | TA > Neubeckum |
| Ennigerloh              | 34009 | 01.07.1949 | TA > Kirchspiel Oelde |
| Ennigerloh              | 63026 | 01.01.1975 | E < Enniger, Ostenfelde und Westkirchen; TE < Neubeckum; ÄK > Kreis Warendorf |
| Ennigloh                | 48016 | 19.03.1858 | Landkreis, bis 1911 Kreis Herford |
| Ennigloh                | 48016 | 27.01.1885 | TA > Ahle |
| Ennigloh                | 48016 | 01.10.1909 | TA > HolsenI |
| Ennigloh                | 48016 | 01.01.1969 | A > Bünde |
| Ense                    | 59112 | 01.07.1969 | N < Bilme, Bittingen, Bremen, Gerlingen, Höingen, Hünningen, Lüttringen, Niederense, Oberense, Parsit, Ruhne, Sieveringen, Volbringen und Waltringen; Kreis, bis zum 30.09.1969 Landkreis Soest                                                                    |
| EntrupI                 | 49023 | 19.03.1858 | Landkreis, bis 1953 und ab dem 01.10.1969 Kreis Höxter |
| EntrupI                 | 49023 | 01.01.1970 | A > Nieheim |
| EntrupII                | 78021 | 21.01.1947 | B; Landkreis Lemgo |
| EntrupII                | 78021 | 01.01.1969 | A > Lemgo |
| Epe                     | 31008 | 01.04.1934 | N < Dorf Epe und Kirchspiel Epe; Kreis, von 1953 bis 1969 Landkreis Ahaus |
| Epe                     | 31008 | 01.01.1975 | A > Gronau (Westfalen) |
| Epe, Dorf               |       |            | → Dorf Epe |
| Epe, Kirchspiel         |       |            | → Kirchspiel Epe |
| Eppendorf               | 37021 | 19.03.1858 | Landkreis, bis 1876 Kreis Bochum |
| Eppendorf               | 71006 | 01.07.1885 | ÄK > Landkreis, bis 1897 Kreis Gelsenkirchen |
| Eppendorf               | 71006 | 01.04.1926 | A > Bochum und Wattenscheid |
| Eppenhausen             | 45012 | 19.03.1858 | Landkreis, bis 1887 Kreis Hagen |
| Eppenhausen             | 45012 | 01.04.1901 | A > HagenII |
| Epsingsen               | 59031 | 19.03.1858 | Landkreis, bis 1953 Kreis Soest |
| Epsingsen               | 59031 | 01.07.1969 | A > Soest |
| Erder                   | 78022 | 21.01.1947 | B; Landkreis Lemgo |
| Erder                   | 78022 | 01.07.1966 | TE < Forstbezirk Langenholzhausen |
| Erder                   | 78022 | 01.01.1969 | A > Kalletal |
| Ergste                  | 50007 | 19.03.1858 | Landkreis, bis 1907 Kreis Iserlohn |
| Ergste                  | 50007 | 01.01.1975 | A > Schwerte |
| Eringerfeld             | 51063 | 30.09.1928 | NÄ < Gutsbezirk Eringerfeld; Kreis, von 1953 bis 1969 Landkreis Lippstadt |
| Eringerfeld             | 51063 | 01.01.1975 | A > Geseke |
| Eringerfeld, Gutsbezirk |       |            | → Gutsbezirk Eringerfeld |
| Erkeln                  | 49024 | 19.03.1858 | Landkreis, bis 1953 und ab dem 01.10.1969 Kreis Höxter |
| Erkeln                  | 49024 | 01.01.1970 | A > Brakel |
| Erle                    | 58008 | 19.03.1858 | Kreis, von 1901 bis 1969 Landkreis Recklinghausen |
| Erle                    | 58008 | 01.01.1975 | A > Raesfeld |
| Erlinghausen            | 40021 | 19.03.1858 | Kreis, von 1953 bis 1969 Landkreis Brilon |
| Erlinghausen            | 40021 | 01.01.1975 | A > Marsberg |
| Ermsinghausen           | 51017 | 19.03.1858 | Kreis, von 1953 bis 1969 Landkreis Lippstadt |
| Ermsinghausen           | 51017 | 01.01.1975 | A > Geseke (grt) und Lippstadt |
| Erndtebrück             | 65017 | 19.03.1858 | Kreis, von 1953 bis 1969 Landkreis Wittgenstein |
| Erndtebrück             | 65017 | Anf. 1970  | TE < Netphen (aus Nauholz) |
| Erndtebrück             | 66127 | 01.01.1975 | E < Balde, Benfe, Birkefehl, Birkelbach, Schameder, Womelsdorf und Zinse; TE < Amtshausen, Nauholz (†) und Stünzel; ÄK > Kreis Siegen |
| Erndtebrück             | 85004 | 01.01.1984 | NÄK > Kreis Siegen-Wittgenstein |
| Ernsdorf                | 66029 | 19.03.1858 | Landkreis, bis 1923 Kreis Siegen |
| Ernsdorf                | 66029 | 17.03.1928 | NÄ > Kreuztal |
| Erpentrup               | 49025 | 19.03.1858 | Landkreis, bis 1953 und ab dem 01.10.1969 Kreis Höxter |
| Erpentrup               | 49025 | 01.01.1970 | A > Bad Driburg |
| Erwitte                 | 51018 | 19.03.1858 | Kreis, von 1953 bis 1969 Landkreis Lippstadt |
| Erwitte                 | 59116 | 01.01.1975 | E < Berenbrock, Böckum, EbbinghausenII, Horn-Millinghausen, Merklinghausen-Wiggeringhausen, Norddorf, Schallern, Schmerlecke, Seringhausen, Stirpe, VöllinghausenI und Weckinghausen; TE < Bad Westernkotten, Eikeloh, Langeneicke und Lippstadt; ÄK > Kreis Soest |
| Erwitzen                | 49026 | 19.03.1858 | Landkreis, bis 1953 und ab dem 01.10.1969 Kreis Höxter |
| Erwitzen                | 49026 | 01.01.1970 | A > Nieheim |
| Esbeck                  | 51019 | 19.03.1858 | Kreis, von 1953 bis 1969 Landkreis Lippstadt |
| Esbeck                  | 51019 | 01.01.1975 | A > Lippstadt |
| Esborn                  | 45013 | 19.03.1858 | Landkreis, bis 1887 Kreis Hagen |
| Esborn                  | 75010 | 01.08.1929 | ÄK > Ennepe-Ruhrkreis |
| Esborn                  | 75010 | ca. 1946   | NÄK > Ennepe-Ruhr-Kreis |
| Esborn                  | 75010 | 01.01.1970 | A > Sprockhövel und Wetter (Ruhr) (grt) |
| Eschenbach              | 66030 | 19.03.1858 | Landkreis, bis 1923 Kreis Siegen |
| Eschenbach              | 66030 | 01.01.1969 | A > Netphen |
| Eschenbruch             | 77023 | 21.01.1947 | B; Landkreis Detmold |
| Eschenbruch             | 77023 | 01.01.1970 | A > Blomberg |
| Eslohe                  | 70007 | 19.03.1858 | Landkreis, bis 1953 Kreis Meschede |
| Eslohe                  | 70007 | ca. 1890   | TA > Cobbenrode |
| Eslohe                  | 70007 | ?          | NÄ > Eslohe (Sauerland) |
| Eslohe (Sauerland)      | 70007 | ?          | NÄ < Eslohe; Kreis, von 1953 bis 1969 Landkreis Meschede |
| Eslohe (Sauerland)      | 83004 | 01.01.1975 | E < Cobbenrode (Sauerland) und Wenholthausen (Sauerland); TE < Finnentrop (aus Schliprüthen), Lennestadt (aus Oedingen) und Reiste (Sauerland); TA > Schmallenberg; ÄK > Hochsauerlandkreis                                                                        |
| Espelkamp               | 69052 | 01.04.1910 | N < Großendorf (t); Kreis, von 1953 bis 1969 Landkreis Lübbecke |
| Espelkamp               | 69052 | 01.06.1957 | TE < Fabbenstedt |
| Espelkamp               | 69052 | 01.01.1966 | TE < Fabbenstedt, Frotheim und Tonnenheide; TA > Rahden |
| Espelkamp               | 82002 | 01.01.1973 | E < Fabbenstedt; TE < Alswede, Destel, Frotheim, Hedem, Isenstedt, Lashorst, Lübbecke, Tonnenheide, Twiehausen, Varl und Vehlage; GA < > Rahden; ÄK > Kreis Minden-Lübbecke                                                                                        |
| Essentho                | 42014 | 19.03.1858 | Kreis, von 1953 bis 1969 Landkreis Büren |
| Essentho                | 42014 | 01.01.1975 | A > Marsberg |
| Eßhoff                  | 40022 | 19.03.1858 | Kreis, von 1953 bis 1969 Landkreis Brilon |
| Eßhoff                  | 40022 | 01.01.1975 | A > Brilon |
| Estern                  | 43012 | 19.03.1858 | Landkreis, bis 1953 Kreis Coesfeld |
| Estern                  | 43012 | 01.07.1969 | A > Gescher |
| Estern-Büren            | 31010 | 19.03.1858 | Landkreis, bis 1953 Kreis Ahaus |
| Estern-Büren            | 31010 | 01.08.1964 | A > Kirchspiel Stadtlohn |
| Estinghausen            | 33021 | 19.03.1858 | Kreis, von 1953 bis 1969 Landkreis Arnsberg |
| Estinghausen            | 33021 | 01.01.1975 | A > SundernI (Sauerland) |
| Etteln                  | 42015 | 19.03.1858 | Kreis, von 1953 bis 1969 Landkreis Büren |
| Etteln                  | 42015 | 01.01.1975 | A > Borchen |
| Eversberg               | 70008 | 19.03.1858 | Kreis, von 1953 bis 1969 Landkreis Meschede |
| Eversberg               | 70008 | 01.01.1975 | A > Bestwig und Meschede, Stadt (grt) |
| Eversen                 | 49027 | 19.03.1858 | Landkreis, bis 1953 und ab dem 01.10.1969 Kreis Höxter |
| Eversen                 | 49027 | 01.01.1970 | A > Nieheim |
| Everswinkel             | 63004 | 19.03.1858 | Kreis, von 1953 bis 1969 Landkreis Warendorf |
| Everswinkel             | 63004 | 01.01.1975 | TE < Alverskirchen (grt) und Telgte (aus dem Kirchspiel Telgte); TA > Warendorf |
| Eving                   | 44029 | 19.03.1858 | Landkreis, bis 1875 Kreis Dortmund |
| Eving                   | 44029 | 10.06.1914 | A > Dortmund |
| Evingsen                | 50008 | 19.03.1858 | Landkreis, bis 1907 Kreis Iserlohn |
| Evingsen                | 50008 | 01.01.1963 | TE > Altena |
| Evingsen                | 50008 | 01.01.1969 | A > Altena (grt) und Ihmert |
| Exter                   | 48017 | 19.03.1858 | Landkreis, bis 1911 Kreis Herford |
| Exter                   | 48017 | 01.12.1961 | TE < Valdorf |
| Exter                   | 48017 | 01.01.1969 | A > Vlotho |
| Extertal                | 78081 | 01.01.1969 | N < Almena, Asmissen (t), Bösingfeld, Bremke, Göstrup, Heidelbeck (t), Kükenbruch, Laßbruch, Meierberg, Nalhof, Rott, Schönhagen (t) und Silixen; Kreis, bis zum 30.09.1969 Landkreis Lemgo                                                                        |
| Extertal                | 78081 | 01.10.1971 | TE < Krankenhagen und Wennenkamp (beide Landkreis Grafschaft Schaumburg, Regierungsbezirk Hannover, Niedersachsen) |
| Extertal                | 81007 | 01.01.1973 | ÄK > Kreis Lippe |